# Bengale-Occidental
Pour les articles homonymes, voir Bengale (homonymie).
Le Bengale-Occidental (en bengali : পশ্চিমবঙ্গ, Pôshcimbônggô ; en hindi : पश्चिम बंगाल Paścim Baṅgāl, /pəʃ.t͡ʃɪm‿bəŋ.ɡɑːl/ ; en anglais : West Bengal) est un État du nord-est de l'Inde.
Comptant plus de 91 millions d'habitants en 2011 sur une superficie de 88 752 km2, il s'agit du quatrième État le plus peuplé de l'Inde et de l'un des plus denses avec 1 028 hab/km2, soit trois fois la moyenne nationale (et comparable avec celle du Bangladesh adjacent). Il fait partie de la région ethnolinguistique du Bengale du sous-continent indien, à la frontière entre le Bangladesh à l'est, et le Népal et le Bhoutan au nord. Il borde également les États indiens d'Odisha, de Jharkhand, de Bihar, de Sikkim et d'Assam. La capitale de l'État est Kolkata (anciennement Calcutta), la septième plus grande ville d'Inde et le centre de la troisième plus grande région métropolitaine du pays. En ce qui concerne la géographie, le Bengale-Occidental comprend la région des collines himalayennes de Darjeeling, le delta du Gange, la région de Rarh et les Sundarbans côtiers. Les Bengalis constituent le groupe ethnique principal.
Les débuts de l'histoire de la région ont été marqués par une succession d’empires indiens, des querelles internes et une bataille entre l'hindouisme et le bouddhisme pour la domination. L'ancien Bengale était le site de plusieurs janapadas (royaumes) majeurs, alors que les villes les plus anciennes datent de la période védique. La région a fait partie de plusieurs anciens empires panindiens, dont l'empire maurya et les Guptas. Elle a été aussi le bastion des royaumes régionaux. La citadelle de Gaur était la capitale du royaume de Gauda (en), de l'empire bouddhiste Pala (du VIIIe au XIe siècle) et de l'empire hindou Sena (XIe – XIIe siècle). L'islam a été introduit par le biais du commerce avec le califat abbasside, mais après la première conquête de Muhammad Khalji et la création du sultanat de Delhi, il s'est étendu à l'ensemble de la région du Bengale.
À partir du XIIIe siècle, la région a été dirigée par plusieurs sultans, puissants États hindous et propriétaires terriens Baro-Bhuyan, jusqu'au début de la domination britannique au XVIIIe siècle. La Compagnie britannique des Indes orientales cimente son emprise sur la région après la bataille de Plassey en 1757 et Calcutta sert pendant de nombreuses années comme capitale de l'Inde britannique. Le Bengale fait face à de multiples famines et à la désindustrialisation sous le régime du Raj britannique. Haut lieu du mouvement indépendantiste indien du début du XXe siècle, le Bengale a été divisé en deux entités distinctes lors de l'indépendance de l'Inde en 1947 : le Bengale-Occidental, un État indien, et le Bengale oriental, province du Pakistan qui devient plus tard le Bangladesh indépendant. Le Front de gauche, dirigé par le Parti communiste d'Inde (marxiste), a gouverné l'État pendant les trois décennies suivantes entre 1977 et 2011.
L'économie du Bengale-Occidental est la sixième plus grande économie d'État en Inde avec, en 2023-2024, un produit intérieur brut de 17,19 billions de roupies (220 milliards de dollars américains). En 2020-2021, elle est vingtième quant au PIB par habitant avec 121 267 roupies (1 500 dollars).
Outre des traditions folkloriques variées, l'héritage culturel de l'État comprend des auteurs littéraires, tels que le lauréat du prix Nobel Rabindranath Tagore. Le Bengale-Occidental est l’une des principales destinations touristiques de l’Inde.

## Géographie
Le Bengale-Occidental est bordé par le Népal et le Sikkim au nord-ouest, par le Bhoutan au nord, l'Assam au nord-est, le Bangladesh à l'est, le golfe du Bengale au sud, l'Orissa au sud-ouest et le Jharkhand et le Bihar à l'ouest. À la frontière du Sikkim et du Bengale-Occidental s'étend l'arête de Singalila, dont les plus hauts sommets sont le mont Sandakfu, plus haut point de l'État du Bengale-Occidental à 3 636 m, suivi du pic Falut, qui culmine à 3 595 m.
La région est constituée principalement de plaines, excepté le nord qui fait partie de l'Himalaya. Darjeeling, dans le nord-est, est célèbre pour son thé. Au sud, le delta Sundarbans sur le Gange est une des composantes du plus grand delta de rivière du monde (l'autre partie est au Bangladesh). Cette région est célèbre pour le tigre du Bengale.

## Climat
Le Bengale-Occidental est situé en climat tropical.

## Histoire
Le Bengale passe sous contrôle musulman durant le XIIIe siècle et devient une région d'industrie et de commerce prospère à l'époque de l'Empire moghol au XVIe siècle. Les marchands européens s'installent à partir de la fin du XVe siècle puis les Britanniques dominent la région à partir de la fin du XVIIIe siècle. C'est depuis le Bengale qu'ils étendent leur pouvoir sur la plus grande partie de l'Inde. La gérance et la propriété des terres vont marquer la société bengalie, très hiérarchisée : les grands propriétaires sont généralement des brahmanes, c'est-à-dire des membres des hautes castes hindoues, et les cultivateurs principalement des Dalits, membres des basses castes. Les Dalits sont particulièrement nombreux dans la région du delta du Gange. Lors de l'arrivée des Moghols, une grande partie des Dalits se convertissent à l'islam, espérant un autre statut social et un avenir meilleur. Les musulmans deviennent majoritaires dans l'est du Bengale, dans la région du delta.
Pour l'histoire de la région avant 1947, voir : Bengale

### Période antique et classique

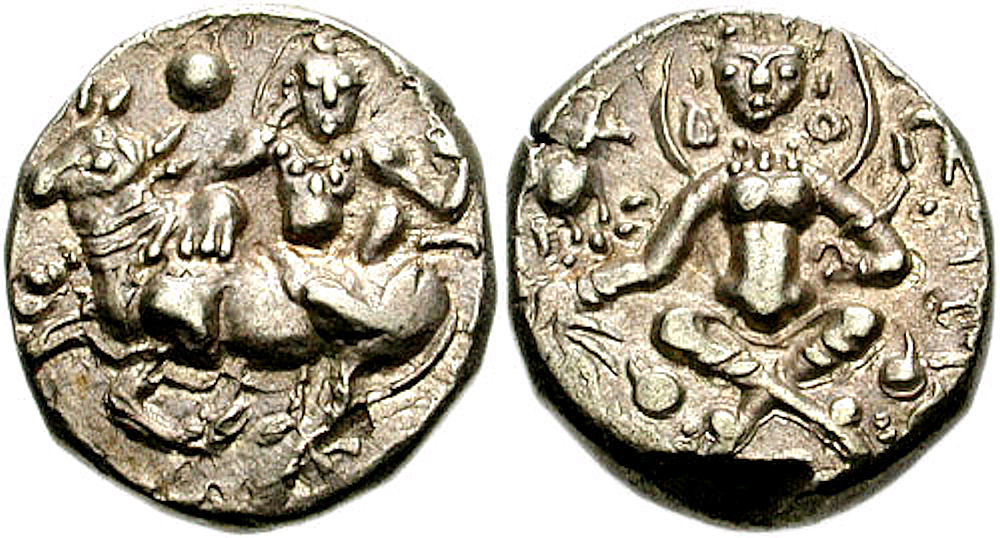
Pièce du roi Shashanka, qui a créé la première entité politique distincte au Bengale, appelée royaume Gauda.

Des outils datant de 20 000 ans datant de l'âge de la pierre ont été mis au jour dans l'État, montrant une occupation humaine 8 000 ans plus tôt que ne le pensaient les chercheurs. La région faisait partie du royaume Vanga, selon l'épopée indienne Mahabharata. Plusieurs royaumes védiques étaient présents dans la région du Bengale, notamment Vanga, Rarh, Pundravardhana et le royaume de Suhma. L'une des premières références étrangères au Bengale est la mention par les Grecs de l'Antiquité, vers 100 avant notre ère, d'un pays appelé Gangaridai, situé à l'embouchure du Gange. Le Bengale entretenait des relations commerciales à l'étranger avec Suvarnabhumi (Birmanie, Basse-Thaïlande, Basse-péninsule malaise et Sumatra). Selon la chronique sri-lankaise du Mahavamsa, le prince Vijaya (environ 543 – environ 505 av. J.-C.), prince du royaume Vanga, a conquis Lanka (le Sri Lanka actuel) et a donné le nom de royaume cinghalais au pays.
Le royaume de Magadha a été formé au VIIe siècle av. J.-C. Il comprend les régions du Bihar et du Bengale. C'était l'un des quatre principaux royaumes de l'Inde à l'époque de la vie de Mahavira, fondateur du jaïnisme, et de Gautama Buddha, fondateur du bouddhisme. Il se composait de plusieurs janapadas ou royaumes. Sous Ashoka, l'empire Maurya de Magadha au IIIe siècle avant notre ère s'étendit sur presque toute l'Asie du Sud, y compris l'Afghanistan et certaines parties du Baloutchistan. Du IIIe au XIe siècle de notre ère, le royaume de Magadha a été le siège de l'empire Gupta.
L'empire Pala était une puissance impériale durant la période classique tardive du sous-continent indien, originaire de la région du Bengale.
Deux royaumes – Vanga ou Samatata et Gauda – sont mentionnés dans certains textes comme étant apparus après la fin de l'empire Gupta, bien que les détails de leur ascendance soient incertains. Le premier roi enregistré du Bengale fut Shashanka, qui régna au début du VIIe siècle. Shashanka est souvent enregistré dans les annales bouddhistes comme un dirigeant hindou intolérant qui se distingue par sa persécution des bouddhistes. Shashanka a assassiné Rajyavardhana, le roi bouddhiste de Thanesar, et est connu pour avoir détruit l'arbre Bodhi à Bodhgaya et remplacé les statues de Bouddha par des Shiva lingams. Après une période d'anarchie : la dynastie des Pala a gouverné la région pendant quatre cents ans à partir du VIIIe siècle. Il a été suivi par un règne plus court de la dynastie hindoue Sena.

### Périodes médiévales et modernes
Rajendra Chola I de la dynastie des Chola envahit certaines régions du Bengale entre 1021 et 1023. L'islam a fait sa première apparition au Bengale au XIIe siècle, lorsque les missionnaires soufis sont arrivés. Plus tard, des raiders musulmans occasionnels ont renforcé le processus de conversion en construisant des mosquées, des madrasas et des khanqahs. Entre 1202 et 1206, Muhammad bin Bakhtiyar Khilji, commandant militaire du sultanat de Delhi, envahit le Bihar et le Bengale aussi loin à l'est que Rangpur, Bogra et le fleuve Brahmaputra. Bien qu'il n'ait pas réussi à mettre le Bengale sous son contrôle, l'expédition a vaincu Lakshman Sen, dont les deux fils se sont installés dans un endroit qui s'appelait alors Vikramapur (l'actuel district de Munshiganj), où leur domination a été réduite jusqu'à la fin du XIIIe siècle.
Firoz Minar à Gauḍa a été construit pendant le sultanat du Bengale.
Les conquêtes musulmanes ultérieures ont contribué à propager l'islam dans toute la région. La région a été gouvernée par les dynasties du sultanat du Bengale et des seigneurs féodaux sous le sultanat de Delhi pour les quelques centaines d'années à venir. Le sultanat du Bengale a été interrompu pendant vingt ans par un soulèvement hindou dirigé par Raja Ganesha. Au XVIe siècle, le général moghol Islam Khan conquit le Bengale. L'administration par les gouverneurs nommés par le tribunal de l'Empire moghol céda la place à la semi-indépendance sous les Nawab de Murshidabad, qui respectaient théoriquement la souveraineté des Mughals à Delhi. Plusieurs États hindous indépendants ont été établis au Bengale pendant la période moghole, notamment ceux de Pratapaditya du district de Jessore et de Raja Sitaram Ray de Bardhaman. La dynastie Koch au nord du Bengale a prospéré aux XVIe et XVIIe siècles ; il a résisté aux Moghols et a survécu jusqu'à l'avènement de l'ère coloniale britannique.

### Période coloniale
Plusieurs commerçants européens ont atteint cette zone à la fin du XVe siècle. La Compagnie britannique des Indes orientales défait en 1757 Siradj al-Dawla, le dernier nabab indépendant du Bengale, lors de la bataille de Plassey. Elle obtint le droit de percevoir des revenus au Bengal subah (province) en 1765 avec la signature du traité entre les Indes orientales et l'empereur moghol après la bataille de Buxar en 1764. La présidence du Bengale a été créée en 1765. Elle a ensuite englobé tous les territoires sous contrôle britannique situés au nord des provinces centrales (aujourd'hui le Madhya Pradesh), des embouchures du Gange et du Brahmapoutre à l'Himalaya et au Punjab. La famine au Bengale de 1770 coûta des millions de vies à cause des politiques fiscales adoptées par la compagnie britannique. Calcutta, siège de la société des Indes orientales, a été nommée en 1773 capitale des territoires détenus par les Britanniques en Inde. La révolte des cipayes de 1857 a commencé près de Calcutta et a entraîné un transfert de pouvoir à la Couronne britannique, administrée par le vice-roi de l'Inde.
La Renaissance du Bengale et les mouvements de réforme socioculturelle Brahmo Samaj ont considérablement influencé la vie culturelle et économique du Bengale. Entre 1905 et 1911, une tentative infructueuse a été faite de diviser la province du Bengale en deux zones. Le Bengale a souffert de la famine du Bengale de 1943, qui a coûté la vie à 3 millions de personnes au cours de la Seconde Guerre mondiale. Les Bengalis ont joué un rôle majeur dans le mouvement d'indépendance indien, dans lequel dominaient des groupes révolutionnaires tels que Anushilan Samiti et Jugantar. Les tentatives armées contre le Raj britannique par le Bengale ont atteint leur paroxysme lorsque la nouvelle de Subhas Chandra Bose à la tête de l'armée nationale indienne contre les Britanniques a atteint le Bengale. L'armée nationale indienne a ensuite été mise en déroute par les Britanniques.

### Indépendance indienne et après
Lorsque l'Inde obtient son indépendance en 1947, le Bengale est divisé selon des lignes religieuses. La partie occidentale devient un État de l'Inde et prend le nom de Bengale-Occidental, tandis que la partie orientale est rattachée au Pakistan en tant que province appelée Bengale-Oriental (renommé plus tard Pakistan oriental en 1956). Ce dernier devient la nation indépendante du Bangladesh en 1971. En 1950, l'État princier de Cooch Behar fusionne avec le Bengale-Occidental. En 1955, l'ancienne enclave française de Chandannagar, passée sous contrôle indien après 1950, est intégrée au Bengale-Occidental. Certaines parties du Bihar fusionnent ensuite également avec le Bengale-Occidental. Le Bengale-Occidental et le Bengale-Oriental connaissent d'importants afflux de réfugiés pendant et après la partition en 1947. La réinstallation des réfugiés et les problèmes connexes ont continué de jouer un rôle important dans la situation politique et socio-économique de l'État.
La ligne de chemin de fer du Darjeeling Himalayan Railway a été désigné site du patrimoine mondial de l'UNESCO en 1999.
Au cours des années 1970 et 1980, de graves pénuries d'électricité, des grèves et un violent mouvement naxalien ont endommagé une grande partie des infrastructures de l'État, entraînant une période de stagnation économique. La guerre de libération du Bangladesh de 1971 a entraîné un afflux de millions de réfugiés au Bengale-Occidental, ce qui a entraîné des contraintes considérables pour son infrastructure. L’épidémie de variole de 1974 a tué des milliers de personnes. La politique du Bengale-Occidental a subi un changement majeur lorsque le Front de gauche a remporté les élections à l'Assemblée de 1977, battant ainsi le Congrès national indien en exercice. Le Front de gauche, dirigé par le Parti communiste indien (marxiste), a gouverné l'État pendant les trois prochaines décennies. Dès son arrivée au gouvernement, le Parti communiste indien (marxiste) a appliqué les réformes agraires en donnant les droits aux agriculteurs, à la classe paysanne ; a mis en place les droits de revendication et de syndicalisation des ouvriers, a installé un système éducatif gratuit et laïc jusqu'au baccalauréat. Le Parti communiste indien (marxiste) a largement contribué à l'émancipation féminine, à la résistance contre le fanatisme religieux hindouiste et le communautarisme[réf. nécessaire].
La reprise économique de l'État s'est accélérée après les libéralisations économiques introduites au milieu des années 90 par le gouvernement central. Cela a été facilité par l'avènement des technologies de l'information et des services informatiques. À partir du milieu des années 2000, des activistes armés ont mené des attaques terroristes mineures dans certaines parties de l'État, tandis que des affrontements avec l'administration avaient eu lieu à plusieurs endroits controversés concernant l'acquisition de terrains industriels. ce qui est devenu une raison décisive de la défaite du gouvernement du Front de gauche au pouvoir lors des élections de l'Assemblée de 2011. Bien que l'économie ait été gravement endommagée lors des troubles des années 1970, l'État a réussi à relancer son économie de façon constante au fil des ans. L'État a montré des progrès en ce qui concerne les bandhs (grèves) et les infrastructures éducatives. Des progrès considérables ont été accomplis dans la réduction du chômage. Bien que l'État, comme l'Inde entière, souffre de services de santé non conformes aux normes, d'un manque de développement socio-économique, de mauvaises infrastructures, du chômage. En 2006, le système de santé de l'État a été sévèrement critiqué à la suite de l'escroquerie du kit de test sanguin du Bengale-Occidental.

## Subdivisions

Districts du Bengale-Occidental

Le Bengale-Occidental est divisé en 3 divisions subdivisées en 19 districts :
| Division   | Districts                                                                                        |
| ---------- | ------------------------------------------------------------------------------------------------ |
| Burdwan    | Bankura, Bardhaman, Birbhum, Hooghly, Purba Medinipur, Paschim Medinipur, Purulia                |
| Jalpaiguri | Cooch Behar, Darjeeling, District de Dakshin Dinajpur, Dinajpur septentrional, Jalpaiguri, Malda |
| Présidence | 24 Parganas Nord, 24 Parganas Sud, Calcutta, Howrah, Murshidabad, Nadia                          |

## Politique
Le Bengale-Occidental est gouverné par un système parlementaire de démocratie représentative, caractéristique que l’État partage avec d’autres États indiens. Le suffrage universel est garanti aux résidents. Il y a deux branches du gouvernement du Bengale-Occidental qui se compose de membres élus et de titulaires de fonctions spéciales, tels que le président et le vice-président, qui sont élus par les membres. Les réunions de l'Assemblée sont présidées par le président ou le vice-président en l'absence du président. Le pouvoir judiciaire est composé de la Haute Cour de Kolkata et d’un système de tribunaux inférieurs. Le Conseil des ministres, dirigé par le ministre en chef, est investi du pouvoir exécutif, mais le gouverneur du gouvernement est le gouverneur titulaire. Le gouverneur est le chef de l'État nommé par le président indien. Le chef du parti ou de la coalition ayant une majorité à l'Assemblée législative est nommé ministre en chef par le gouverneur et le conseil des ministres est nommé par le gouverneur sur l'avis du ministre en chef. Le Conseil des ministres rend compte à l'Assemblée législative. L’Assemblée est monocamérale et compte 295 membres de l’Assemblée législative, dont un nommé par la communauté anglo-indienne. La durée du mandat est de cinq ans, à moins que l'Assemblée soit dissoute avant son terme. Les autorités auxiliaires connues sous le nom de panchayats, pour lesquels des élections locales sont régulièrement organisées, régissent les affaires locales. L'État compte 42 sièges pour le Lok Sabha [89] et 16 sièges pour le Rajya Sabha du Parlement indien.
La ministre en chef est Mamata Banerjee du All India Trinamool Congress qui a remporté les élections de 2011 en obtenant 225 sièges, battant ainsi le Front de gauche, mené par le Parti communiste d'Inde (marxiste) (PCI(M)).
Le PCI(M) gouverne de 1977 à 2011 sans interruption : cette longévité est considérée comme un record pour un parti communiste dans les régimes démocratiques,. Pendant sa dernière législature, le gouvernement communiste tente d'ouvrir l'économie de l'état au capitalisme, inspiré par l'économie socialiste de marché de la République populaire de Chine, mais se heurte à une résistance civile qui pousse les entreprises à préférer les états libéraux voisins.
Au cours des années 1970 et 1980, la position sanctionnante du parti de droite Congress(I), dont la cheffe, Première ministre indienne de l'époque India Gandhi, à l'encontre du Bengale-Occidental gouverné par le Parti communiste, les agressions-exactions-massacres des militants communistes de 1970 à 1977, jusqu'à ce que le Parti communiste forme le gouvernement, de graves pénuries d'électricité ont endommagé une grande partie des infrastructures de l'État, entraînant une période de stagnation économique. La guerre de libération du Bangladesh de 1971 a entraîné l'afflux de millions de réfugiés au Bengale-Occidental, ce qui a entraîné des contraintes considérables pour son infrastructure. L’épidémie de variole de 1974 a tué des milliers de personnes. La politique du Bengale-Occidental a subi un changement majeur lorsque le Front de gauche a remporté les élections à l'Assemblée de 1977, battant ainsi le Congrès national indien en exercice. Le Front de gauche, dirigé par le Parti communiste indien, a gouverné l'État pendant 34 ans. Dès son arrivée au gouvernement, le Parti communiste indien a exécuté les réformes agraires en donnant les droits aux agriculteurs, à la classe paysanne; a mis en place les droits de revendication et de syndicalisation des ouvriers, a installé un système éducatif gratuit et laïc jusqu'au baccalauréat. Le Parti communiste indien a largement contribué à l'émancipation féminine, à la résistance contre le fanatisme religieux hindouiste et le communautarisme.
La reprise économique de l'État s'est accélérée après les libéralisations économiques introduites au milieu des années 90 par le gouvernement central. Cela a été facilité par l'avènement des technologies de l'information et des services informatiques. À partir du milieu des années 2000, des activistes armés ont mené des attaques terroristes mineures dans certaines parties de l'État, tandis que des affrontements avec l'administration ont eu lieu à plusieurs endroits controversés concernant l'acquisition de terrains industriels. Ceci est devenu une raison décisive de la défaite du gouvernement du Front de gauche au pouvoir lors des élections de l'Assemblée de 2011. Bien que l'économie ait été gravement endommagée lors des troubles des années 1970, l'État a réussi à relancer son économie de façon constante au fil des ans. L'État a montré des progrès en ce qui concerne les bandhs (grèves) et les infrastructures éducatives. Des progrès considérables ont été accomplis dans la réduction du chômage. Bien que l'État, comme l'Inde entière, souffre de services de santé non conformes aux normes, d'un manque de développement socio-économique, de mauvaises infrastructures, du chômage. En 2006, le système de santé de l'État a été sévèrement critiqué à la suite de l'escroquerie du kit de test sanguin du Bengale-Occidental.
La situation du Bengale est devenue à nouveau violente à cause des massacres, agressions, exactions à l'encontre des militants, leaders, électeurs communistes ainsi que des journalistes, commis par les militants/hommes de main du TMC, parti faction de gauche au pouvoir depuis 2011.

## Économie
Le Bengale-Occidental fut pendant une période la troisième puissance économique (2003-2004) en Inde après le Maharashtra et le Tamil Nadu. En matière de revenu par habitant, il se plaçait à la douzième place (2003-2004). Depuis, le Bengale-Occidental connaît une stagnation en comparaison avec le reste de l'Inde, et un déclin économique certain au vu de sa position prééminente par le passé. Le Bengale ayant été entre le XVIIIe et le XXe siècle un des pôles économiques et industriels majeurs de l'Inde précoloniale et coloniale. Son importance sera accentuée avec l'essor de Calcutta comme capitale du Raj, plus grande ville de tout le sous-continent indien (jusqu'à la fin du XXe siècle), et seconde plus grande ville de l'empire britannique.

## Démographie
L'immense majorité des habitants du Bengale-Occidental sont des Bengalis. Il existe une minorité de Biharis dispersés à travers l'État, et les Sherpas sont regroupés autour du Sikkim. Les Gurkhas de Darjeeling parlant népali militent pour un État séparé, et ont obtenu l'autonomie au sein du Bengale dans le Darjeeling Gorkha Hill Council.
Il y a enfin des groupes qualifiés de « tribaux », comme les Garo, les Marma et les Mru, qui parlent des langues sino-tibétaines, et les Chakma, qui parlent une langue du même sous-groupe dit « bengali-assamais » de la branche indo-aryenne des langues indo-européennes que le bengali.
Les religions les plus pratiquées au Bengale-Occidental sont l'hindouisme (72,5 %) et l'islam (25,2 %).
Les langues parlées sont le Bengali, langue parlée par au moins 98 % de la population. Le Bihari est la seconde langue locale parlée. L'Anglais, qui est la seconde langue officielle est parlé surtout en seconde langue par environ 2 % de la population, surtout par l'élite, et les classes aisées de la population. La pauvreté d'une grande partie de la population limite la diffusion de cette langue. Le Hindi serait parlé ou compris par 15 % de la population, car de nombreux travailleurs saisonniers travaillent dans des états ou le Hindi est la langue dominante. Le Hindi est aussi enseigné dès l'école primaire, mais surtout en collèges et lycées. Les chaînes télévisées en langue hindie sont très suivies au Bengale-Occidental.
| Évolution de la population | Évolution de la population | Évolution de la population |
| Année                      | Population                 | %±                         |
| -------------------------- | -------------------------- | -------------------------- |
| 1951                       | 26 300 000                 | —                          |
| 1961                       | 34 926 000                 | + 32,8 %                   |
| 1971                       | 44 312 000                 | + 26,9 %                   |
| 1981                       | 54 581 000                 | + 23,2 %                   |
| 1991                       | 68 078 000                 | + 24,7 %                   |
| 2001                       | 80 176 000                 | + 17,8 %                   |
| 2011                       | 91 348 000                 | + 13,9 %                   |
| Source :                   |                            |                            |

## Culture

### Littérature
Rabindranath Tagore est le premier lauréat du prix Nobel d'Asie. Poète, romancier, essayiste, philosophe, fondateur de l'université Bishwabharati à Shantiniketan, ville dans l'arrière-pays bengali, un de ses poèmes a été adopté par les leaders politiques indiens durant la lutte anticolonialiste en tant qu'hymne national indien.
La création littéraire est très importante, voire vitale, chez les Bengalis et la Foire du livre de Kolkata est une des plus grandes manifestations littéraires du monde quant à la participation du public.
Swami Vivekananda a joué un rôle clé dans l'introduction du vedanta et du yoga en Europe et aux États-Unis, en sensibilisant l'opinion publique à la religion et en faisant de l'hindouisme une religion mondiale.[réf. nécessaire]
La langue bengali possède un riche patrimoine littéraire qu'elle partage avec le Bangladesh voisin. Le Bengale-Occidental a une longue tradition de littérature populaire, comme en témoigne le Charyapada, un recueil de chants mystiques bouddhistes datant des Xe et XIe siècles ; Mangal-Kāvya, un recueil de poèmes narratifs hindous composés vers le XIIIe siècle ; Shreekrishna Kirtana, un drame pastoral de Vaishnava composé par Boru Chandidas ; Thakurmar Jhuli, une collection de contes populaires et de contes de fées du Bengale, compilée par Dakshinaranjan Mitra Majumder ; et des histoires de Gopal Bhar, un bouffon de la cour dans le Bengale médiéval. Aux XIXe et XXe siècles, la littérature bengali a été modernisée dans des œuvres d'auteurs tels que Bankim Chandra Chattopadhyay, dont les œuvres novatrices marquaient un changement par rapport aux écrits traditionnels orientés vers les vers qui prévalaient à cette époque ; Michael Madhusudan Dutta, pionnier de Drame bengali qui a introduit l'utilisation de vers vierges et Rabindranath Tagore, qui a remodelé la littérature et la musique bengalie. L'art indien a vu l'introduction du modernisme contextuel à la fin du XIXe siècle et au début du XXe siècle. Kazi Nazrul Islam, dont les compositions constituent le genre d'avant-garde de Nazrul Sangeet, Sarat Chandra Chattopadhyay, dont les travaux sur les pratiques sociales contemporaines au Bengale sont largement applaudis, et Manik Bandyopadhyay, considéré comme l'un des plus célèbres des lumières de la fiction bengalie moderne. Dans les temps modernes, Jibanananda Das a été reconnu comme « le premier poète de l'ère post-Tagore en Inde ». Parmi les autres écrivains, on compte Bibhutibhushan Bandopadhyay, plus connu pour son travail Pather Panchali; Tarashankar Bandopadhyay, bien connu pour son interprétation des couches inférieures de la société, Manik Bandopadhyay, un romancier pionnier; Shuthendu Mukhopadhyay, Saradindu Bandopadhyay, Buddhadeb Guha, Mahashweta Devi, Samaresh Majumdar, Sunil Gangopadhyay, Sanjeev Chattopadhyay, Shankha Ghosh, Shakti Chattopadhyay, Buddhadeb Basu et tant d'autres.

### Musique et danse
Une tradition musicale remarquable est la musique baul, pratiquée par les Bauls, une secte de ménestrels mystiques. Gombhira et Bhawaiya font partie des autres formes de musique folklorique. La musique folklorique du Bengale-Occidental est souvent accompagnée par l'ektara, un instrument à une corde. Shyama Sangeet est un genre de chansons de dévotion, louant la déesse hindoue Kali ; kirtan est des chansons de groupe de dévotion dédiées au dieu Krishna. Comme d’autres États du nord de l’Inde, le Bengale-Occidental a également un patrimoine dans la musique classique de l’Inde du Nord. Rabindrasangeet, des chansons composées et mises au point par Rabindranath Tagore et Nazrul geeti (de Kazi Nazrul Islam) sont populaires. Les chansons de Dwijendralal, Atulprasad et Rajanikanta, et la musique adhunik ou moderne de films et d'autres compositeurs sont également importantes. Depuis le début des années 1990, de nouveaux genres musicaux sont apparus, notamment ce que l'on appelle le Bengali Jeebonmukhi Gaan (genre moderne basé sur le réalisme). Les formes de danse bengali s'inspirent des traditions folkloriques, en particulier celles des groupes tribaux, ainsi que des traditions de danse indiennes plus larges. La danse chhau de Purulia est une forme rare de danse masquée.

### Cinéma
Le cinéma du Bengale-Occidental est principalement tourné dans le quartier de Tollygunj à Calcutta. Le nom « Tollywood » (semblable à Hollywood et Bollywood) est dérivé de ce nom. L'industrie cinématographique bengali est bien connue pour ses films d'art et a produit des réalisateurs réputés tels que Satyajit Ray, qui était largement considéré comme l'un des plus grands cinéastes du XXe siècle, dont les films sont connus pour leur représentation artistique de la réalité sociale. Ritwik Ghatak, Mrinal Sen, Tapan Sinha étaient des célèbres réalisateurs indiens de leur époque et Goutam Ghose, Aparna Sen, Rituparno Ghosh, Kaushik Ganguly et Srijit Mukherji comptent parmi les réalisateurs contemporains.

### Beaux-arts
Il existe de nombreux exemples de beaux-arts au Bengale, notamment l’art en terre cuite des temples hindous et les peintures de Kalighat. Le Bengale a été à l'avant-garde du modernisme dans le domaine des beaux-arts. Abanindranath Tagore, surnommé le père de l'art moderne indien, a fondé la Bengal School of Art, dont l'une a été promue dans la mesure du développement de l'art dans la tradition réaliste européenne enseignée dans les collèges d'art sous l'administration coloniale britannique. Le mouvement comptait de nombreux adhérents, notamment Gaganendranath Tagore, Ramkinkar Baij, Jamini Roy et Rabindranath Tagore. Après l’indépendance indienne, des groupes importants tels que le groupe Calcutta et la Society of Contemporary Artists se sont formés au Bengale et ont fini par dominer la scène artistique indienne.

### Patrimoine réformiste
La capitale, Kolkata, était le lieu de travail de plusieurs réformateurs sociaux, dont Raja Ram Roy Mohan, Iswar Chandra Vidyasagar et Swami Vivekananda. Leurs réformes sociales finissent par créer un environnement culturel qui permet d'abolir des pratiques telles que la sati, la dot, la discrimination fondée sur la caste ou l'intouchabilité. Chaitanya, Ramakrishna, Prabhupada et Paramahansa Yogananda.

### Gastronomie

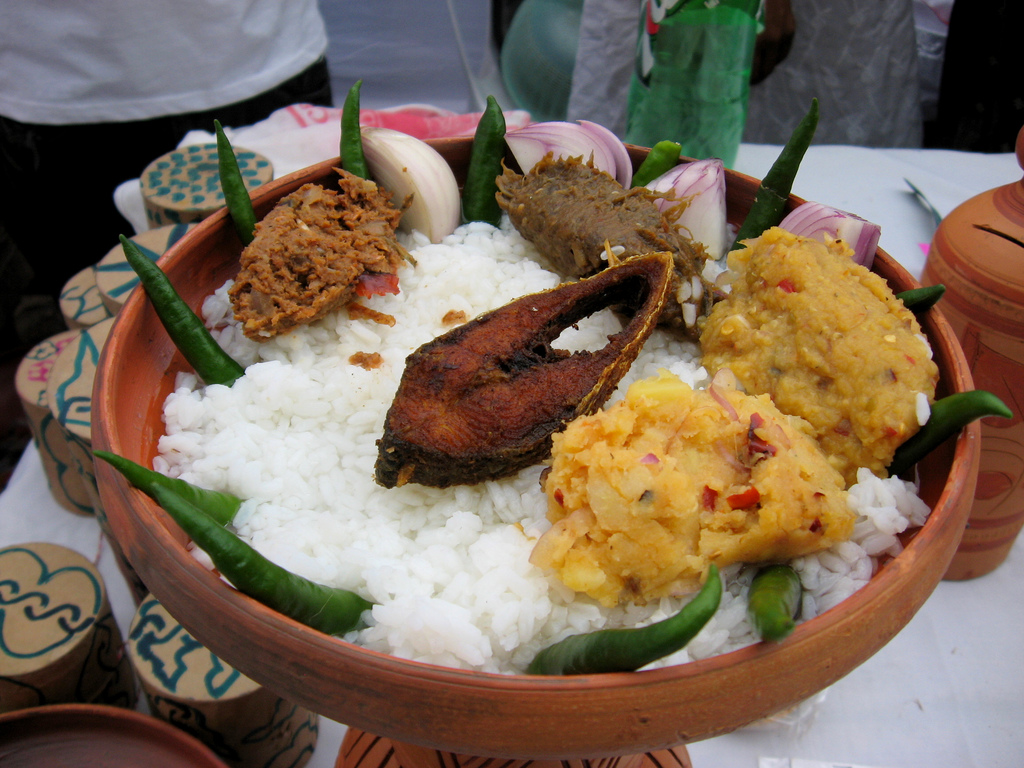
Le hilsa entre dans la composition du Panta Ilish, un plat traditionnel du Nouvel an bengali.

Le riz et le poisson sont les aliments traditionnels préférés, ce qui conduit au dicton « machhe bhate bangali », qui se traduit par « le poisson et le riz font le bengali ». Le vaste répertoire de plats à base de poisson du Bengale comprend des préparations à base de hilsa, un des poissons des Bengalis. La plupart des gens consomment également des œufs, du poulet, du mouton et des crevettes.
Le panta bhat (en) (riz trempé toute la nuit dans l'eau) avec oignons et piment vert est un plat traditionnel consommé dans les zones rurales. Les épices communes trouvées dans les cuisines bengalies sont le cumin, le radhuni, le laurier, la moutarde, le gingembre, le piment vert ou encore le curcuma. Les bonbons occupent une place importante dans le régime alimentaire des Bengalis et lors de leurs cérémonies sociales. Les Bengalis fabriquent des sucreries distinctives à partir de produits laitiers, notamment de Rôshogolla, Chômchôm, Kalojam et plusieurs types de sondesh.
Les pitha (en), sortes de gâteaux sucrés, de pain ou de dimsum, sont des spécialités de la saison hivernale. Des friandises telles que le narkol-naru, le til-naru, le moa et le payesh sont préparées pendant les festivals tels que Lakshmi puja. Les plats de rue populaires comprennent Aloor Chop, Beguni, Kati Roll, Biryani et Phuchka.

### Vêtements
Le sari en jamdani du Bangladesh est très populaire au Bengale-Occidental.
Les femmes bengalies portent couramment le sari, souvent conçu de manière distincte selon les coutumes culturelles locales. Dans les zones urbaines, beaucoup de femmes et d'hommes portent des vêtements occidentaux. Chez les hommes, les vêtements occidentaux sont plus acceptés. En particulier lors d'occasions culturelles, les hommes portent également des costumes traditionnels tels que le dhoti, tandis que les femmes portent le salwar kameez ou le sari.
Le Bengale-Occidental produit plusieurs variétés de saris en coton et en soie dans le pays. Les métiers à main sont un moyen de subsistance populaire pour la population rurale de l'État. Chaque district a des « groupes » de tissage, qui abritent des communautés d'artisans, chacun spécialisé dans des variétés spécifiques de tissage à la main. Parmi les saris à tisser à la main notables figurent tant, jamdani, garad, korial, baluchari, tussar et mousseline.

### Festivals

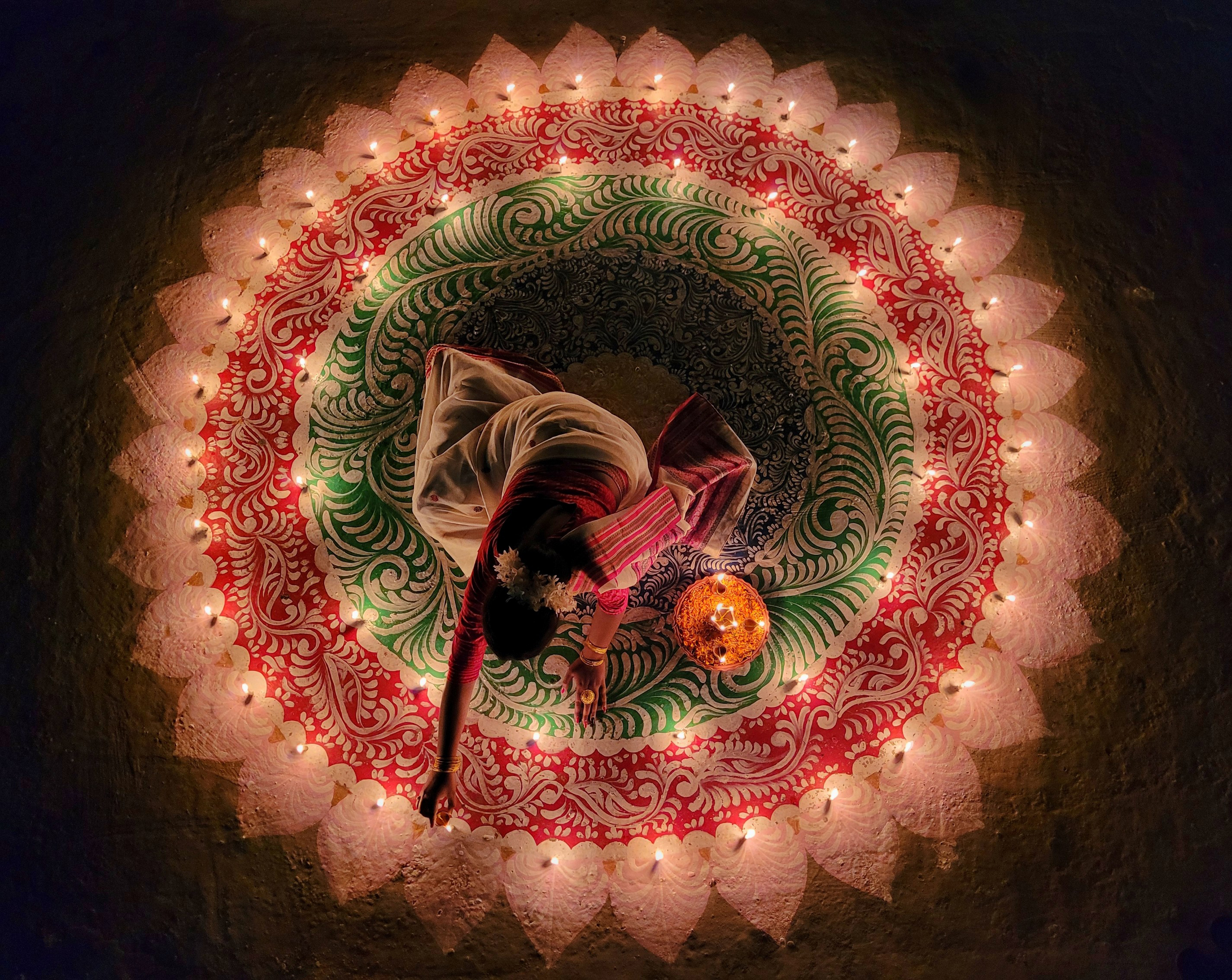
Une femme allumant les bougies pour le divali au Bengale-Occidental. Mars 2023.

La Durgā pūjā est le festival le plus important, le plus populaire et le plus célébré du Bengale-Occidental. Le festival hindou coloré de cinq jours témoigne d'une intense fête à travers l'État. Les pandals sont érigés dans diverses villes et villages du Bengale-Occidental. Toute la ville de Kolkata subit une transformation au cours de Durgā pūjā, car elle est décorée de lumières et des milliers de pandals colorés sont installés, où les effigies de la déesse Dourga et ses quatre enfants sont vénérées et exposées. Les idoles de la déesse sont venues de Kumortuli, où les fabricants d'idoles travaillent toute l'année en façonnant les modèles en argile de la déesse. Depuis l’indépendance en 1947, Durgā pūjā a lentement évolué pour devenir un carnaval plus prestigieux qu’un festival religieux, où des gens de divers horizons religieux et ethniques participent à la fête. À Vijayadashami, le dernier jour du festival, les effigies défilent dans les rues avec une fantaisie effrénée avant d'être jetées dans les rivières.
Le Ratha Yatra est un festival hindou qui célèbre le Jagannâtha, une forme de Krishna. Il est célébré avec beaucoup de fanfare à Kolkata ainsi que dans le Bengale rural. Transportant des divinités de l'hindouisme, des chars peints et décorés sont promenés dans la ville par les fidèles en chantant des hymnes et des mantras.
Parmi les autres événements culturels importants, on trouve la procession de Mouharram à Kolkata, Pôhela Boishakh (Nouvel an bengali), Dolyatra ou Holi (la fête des Lumières), Poush Parbon, Kali Puja, Nabadwip Shakta Rash, Saraswati Puja, Deepaboli, Lakshmi Puja, Janmashtami, Jagaddhatri Puja, Vishwakha Rakhi Bandhan, Jour du Kalpataru, Shivratri, Ganesh Chathurthi, Maghotsav, Kartik Puja, Akshay Tritiya, Guru Purnima, Annapurna Puja, Charak Puja, Gajan, Bouddha Purnima, Dans, Rabindra Jayanti, la Foire du livre de Kolkata, le Festival du film de Kolkata et Nazrul Jayanti.
L'Aïd el-Fitr est le plus important festival de musulmans du Bengale-Occidental. Les musulmans célèbrent la fin du ramadan par des prières, des aumônes, des achats, des cadeaux et des repas.
Noël, appelé Bôŗodin (Grand jour), est sans doute le plus grand festival célébré à Kolkata après Durgā pūjā. Tout comme ce dernier, Noël à Kolkata est une occasion à laquelle participent toutes les communautés et peuples de toutes les religions. Le département du tourisme de l'État organise chaque année le festival de gala dans la rue Park Street. Toute la rue est ainsi parée de lumières colorées ; des stands de nourriture proposent gâteaux, chocolats, cuisine chinoise, momo et divers autres mets et articles. Des groupes musicaux de Darjeeling et d'autres états du nord-est de l'Inde sont invités par l'état à interpréter des récitals de chœur, des chants et des numéros de jazz. Buddha Purnima, qui marque la naissance de Gautama Buddha, est l’un des plus importants festivals hindous/bouddhistes et est célébré avec beaucoup d’enthousiasme dans les collines de Darjeeling. Ce jour-là, les processions commencent dans chacun des divers monastères bouddhistes, ou gumpas, et se rassemblent au centre commercial de Chowrasta. Les Lamas chantent des mantras et sonnent leurs clairons. Les étudiants, ainsi que les habitants de toutes les communautés, portent les livres saints ou pustaks sur la tête. Outre Bouddha Purnima, Dashain, ou Dusshera, Holi, Diwali, Losar, Namsoong ou le Nouvel An Lepcha et Losoong sont les autres festivals majeurs de la région himalayenne de Darjeeling.
Poush mela est un festival d'hiver populaire de Shantiniketan, avec des représentations de musique folklorique, de chants Baoul, de danse et de théâtre dans toute la ville.
Le Ganga Sagar Mela coïncide avec le Makar Sankranti et des centaines de milliers de pèlerins hindous convergent là où le fleuve Gange rencontre la mer pour se baigner en masse lors de ce fervent festival.

## Éducation
Les écoles du Bengale-Occidental sont gérées par le gouvernement de l'État ou par des organisations privées, y compris des institutions religieuses. L'enseignement est principalement en anglais ou en bengali, mais l'ourdou est également utilisé, en particulier dans le centre de Kolkata. Les établissements secondaires sont affiliés au Conseil des examens des écoles indiennes (CISCE), au Conseil central de l’enseignement secondaire (CBSE), à l’Institut national des écoles ouvertes (NIOS), au Conseil de l’enseignement secondaire du Bengale-Occidental ou au Conseil de l’éducation secondaire du Bengale-Occidental. Éducation de la Madrasa.
En 2016, 85 % des enfants âgés de 6 à 17 ans étaient scolarisés (86 % dans les zones urbaines et 84 % dans les zones rurales). La scolarisation est quasi universelle dans le groupe des 6 à 14 ans et tombe à 70 % chez les 15 à 17 ans. Comme dans l'Inde entière, au Bengale il existe une disparité entre les sexes en matière de scolarisation chez les 6 à 14 ans, même si elle est beaucoup moins importante que dans le reste du pays.
La Martinière Calcutta, la Calcutta Boys 'School, la St. James' School (Kolkata), la St. Xavier's Collegiate School et la Loreto House, le couvent de Loreto, à Asansol, comptent parmi les meilleures écoles de la ville et du pays. La plupart des écoles de Kolkata et de Darjeeling sont des établissements de l’ère coloniale installés dans des bâtiments exemplaires de l’architecture néo-classique. Les écoles de Darjeeling comprennent St. Paul, North Point, Goethals Memorial School et Dow Hill à Kurseong.
Le Bengale-Occidental compte dix-huit universités. Kolkata a joué un rôle de pionnier dans le développement du système d’éducation moderne en Inde. C'était la porte d'entrée de la révolution de l'éducation européenne pendant le Raj britannique. Sir William Jones a créé la Société asiatique en 1794 pour promouvoir les études orientales. Des personnalités telles que Ram Mohan Roy, David Hare, Ishwar Chandra Vidyasagar, Alexander Duff et William Carey ont joué un rôle de premier plan dans la création d’écoles et de collèges modernes dans la ville.
L'université de Kolkata, la plus ancienne université publique d'Inde, compte 136 collèges affiliés. Le Fort William College a été créé en 1810. Le Hindu College a été créé en 1817. Le Lady Brabourne College a été créé en 1939. Le Scottish Church College, le plus ancien collège d'arts libéraux chrétiens en Asie du Sud, a commencé son parcours en 1830. En 1855 le collège hindou (Hindu College) a été renommé le collège de la présidence. [206] En 2010, le gouvernement de l'État lui octroya le statut d'université et le renomma Université de la présidence. L'Université Kazi Nazrul a été créée en 2012. L'Université de Calcutta et l'Université de Jadavpur sont des universités techniques prestigieuses. L'université Visva-Bharati de Santiniketan est une université centrale et une institution d'importance nationale.
Parmi les autres établissements d’enseignement supérieur importants dans le Bengale-Occidental, on compte le St. Xavier College, Kolkata, l’Institut indien du commerce extérieur, l’Institut indien de management de Calcutta (le premier IIM), l’Institut indien d’enseignement et de recherche scientifiques, Kolkata, l’Institut indien de statistique et l’Institut indien de technologie de Kharagpur (le premier IIT), Institut indien des sciences et techniques de l’ingénierie, Shibpur (le premier IIEST), Institut indien des technologies de l’information, Kalyani, Institut national de la technologie, Durgapur, Institut national de formation et de recherche des enseignants techniques, Kolkata, Institut national d'éducation et de recherche pharmaceutiques, Kolkata et Université nationale des sciences juridiques du Bengale-Occidental. En 2003, le gouvernement de l'État a soutenu la création de l'Université de technologie du Bengale-Occidental, de l'Université des sciences de la santé du Bengale-Occidental, de l'Université d'État du Bengale-Occidental et de l'université Gour Banga.
L’université de Jadavpur (domaine d’intervention - Informatique mobile et communication et nanosciences) et l’Université de Calcutta (biologie moderne) font partie des deux universités sur les quinze sélectionnées dans le cadre du programme « Université avec potentiel d’excellence ». L’université de Jadavpur est également pionnière de la littérature comparée en Inde.
L’Université de Calcutta (domaine d’intervention - études électrophysiologiques et de neuro-imagerie, y compris la modélisation mathématique) a également été sélectionnée dans le cadre du projet « Centre offrant un potentiel d’excellence dans un domaine particulier ».
En outre, l’État abrite l’université Kalyani, l’université de Burdwan, l’université Vidyasagar et l’université du Nord du Bengale, ainsi que des établissements bien établis et reconnus sur le plan national pour couvrir les besoins en éducation au niveau du district, ainsi qu’un Institut indien d’enseignement et de recherche scientifiques, Kolkata. En dehors de cela, il existe une université Deemed gérée par la mission Ramakrishna, nommée Université Ramakrishna Mission Vivekananda à Belur Math.
Il existe un certain nombre d'instituts de recherche à Kolkata. L'Association indienne pour la culture de la science est le premier institut de recherche en Asie. V. V. Raman a reçu le prix Nobel pour sa découverte (effet Raman) effectuée dans l'IACS. Institut Bose, Institut de physique nucléaire Saha, Centre national des sciences fondamentales SN Bose, Institut indien de biologie chimique, Institut central de recherche sur le verre et la céramique, Institut central de recherche en génie mécanique de Durgapur, Institut central de recherche sur le jute et les fibres apparentées, Institut national de La recherche sur la technologie du jute et des fibres apparentées, l'Institut de recherche sur la pêche dans les eaux intérieures centrales, l'Institut national de génomique biomédicale (NIBMG), Kalyani et le Centre de cyclotron à énergie variable sont les plus importants.
Les physiciens Satyendra Nath Bose, Meghnad Saha et Jagadish Chandra Bose ; le chimiste Prafulla Chandra Roy ; les statisticiens Prasanta Chandra Mahalanobis et Anil Kumar Gain ; le médecin Upendranath Brahmachari ; Ashutosh Mukherjee, éducateur et le lauréat du prix Nobel de littérature Rabindranath Tagore, C.V. Raman et Amartya Sen, lauréat du prix Nobel d'économie.

## Médias
En 2005, le Bengale-Occidental comptait 505 journaux publiés, dont 389 en bengali. Ananda Bazar Patrika, publié à Kolkata à 1 277 801 exemplaires quotidiens, a le plus grand tirage pour un journal à édition unique de langue régionale en Inde. Les autres principaux journaux du Bengale sont Bartaman, Sangbad Pratidin, Aajkaal, Jago Bangla, Uttarbanga Sambad et Ganashakti. Les principaux journaux en langue anglaise comprennent le Telegraph, le Times of India, le Hindustan Times, le Hindu, le Statesman, le Indian Express et le Asian Age. Certains quotidiens financiers de premier plan tels que The Economic Times, Financial Express, Business Line et Business Standard sont largement diffusés. Les journaux vernaculaires tels que ceux en hindi, népalais, gujarati, odia, ourdou et punjabi sont également lus par un lectorat de choix.
Doordarshan est la chaîne de télévision publique. Les opérateurs multisystèmes fournissent une combinaison de chaînes bengali, népalaise, hindi, anglaise et internationale par câble. Les chaînes d’information bengali sur les chaînes de télévision 24 heures sur 24 comprennent ABP Ananda, News18 Bangla, Tara Newz, Kolkata TV, News Time, Zee 24 Ghanta, Mahuaa Khobor, CTVN Plus, Channel 10 et R Plus. All India Radio est une station de radio publique. [220] Les stations FM privées ne sont disponibles que dans des villes comme Calcutta, Siliguri et Asansol. Vodafone, Airtel, BSNL, Jio, Reliance Communications, Uninor, Aircel, MTS India, Idea Cellular et Tata DoCoMo sont des fournisseurs disponibles de téléphones cellulaires. Internet haut débit est disponible dans certaines villes et est fourni par la BSNL, gérée par l'État, et par d'autres sociétés privées. Un accès à distance est fourni dans tout l'État par BSNL et d'autres fournisseurs.

## Sport
Le cricket et le football européen sont des sports populaires au Bengale-Occidental, qui, contrairement à la plupart des autres États indiens, est connu pour sa passion envers le foot. Kolkata est l'un des principaux centres de football en Inde et abrite les meilleurs clubs nationaux tels que le club d'athlétisme Mohun Bagan, le club East Bengal et le club de sport Mohammedan.
Le Bengale-Occidental compte plusieurs grands stades. Eden Gardens était l'un des deux stades de cricket de 100 000 places au monde ; sa rénovation avant la Coupe du monde de cricket de 2011 avait réduit sa capacité à 66 000. Le stade accueille diverses équipes de cricket telles que les Kolkata Knight Riders, l’équipe de cricket du Bengale et la zone Est. La finale de la Coupe du monde de cricket de 1987 a eu lieu à Eden Gardens. Le club de cricket et de football de Kolkata est le deuxième plus ancien club de cricket au monde.
Le stade Salt Lake Stadium / Vivekananda Yuba Bharati Krirangan (VYBK) est un stade polyvalent de Kolkata, d’une capacité actuelle de 85 000 personnes. C'est le plus grand stade d'Inde en nombre de places assises. Avant sa rénovation en 2011, il était le deuxième plus grand stade de football au monde, avec une capacité de 120 000 places assises. Il a accueilli de nombreux événements sportifs nationaux et internationaux tels que les SAF Games de 1987 et le match de football amical entre l'Argentine et le Venezuela organisé en 2011 par Lionel Messi. En 2008, le gardien légendaire allemand, Oliver Kahn, a joué son dernier match d'adieu sur ce terrain. Le stade a accueilli le dernier match de la Coupe du Monde FIFA U-17 2017.
Parmi les sportifs remarquables du Bengale-Occidental, on compte Sourav Ganguly, ancien capitaine de cricket national indien, Pankaj Roy, le médaillé de bronze du tennis olympique Leander Paes et le grand maître des échecs Dibyendu Barua.

## Galerie

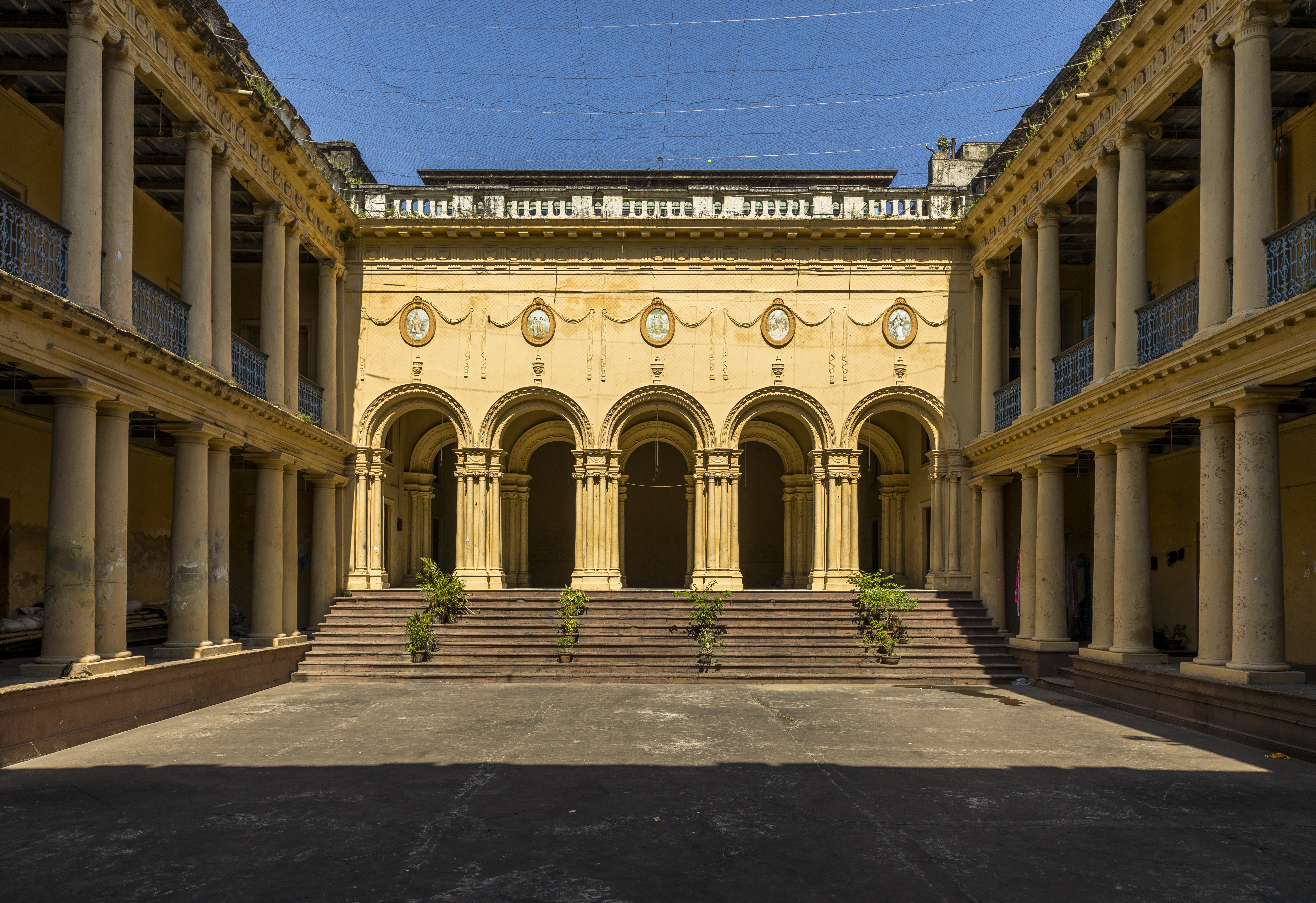
Le Jorasanko Rajbari à Calcutta. Le centre-historique est composé de nombreux palais et de grandes demeures bourgeoises.
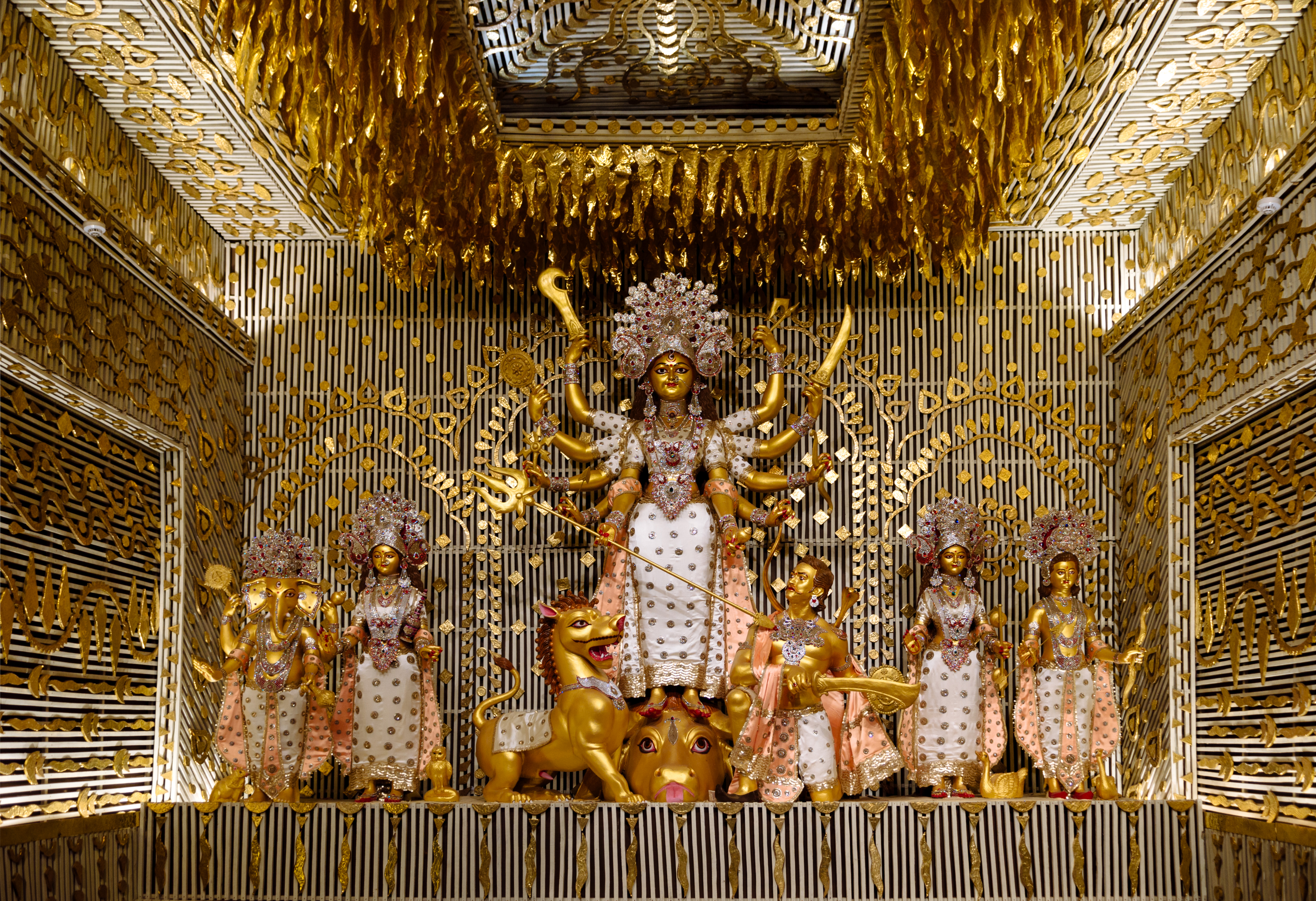
Un pandal pour la Durga Puja à Calcutta. Évènement religieux, social, artistique et culturel annuel classé au patrimoine immatériel de l'humanité.
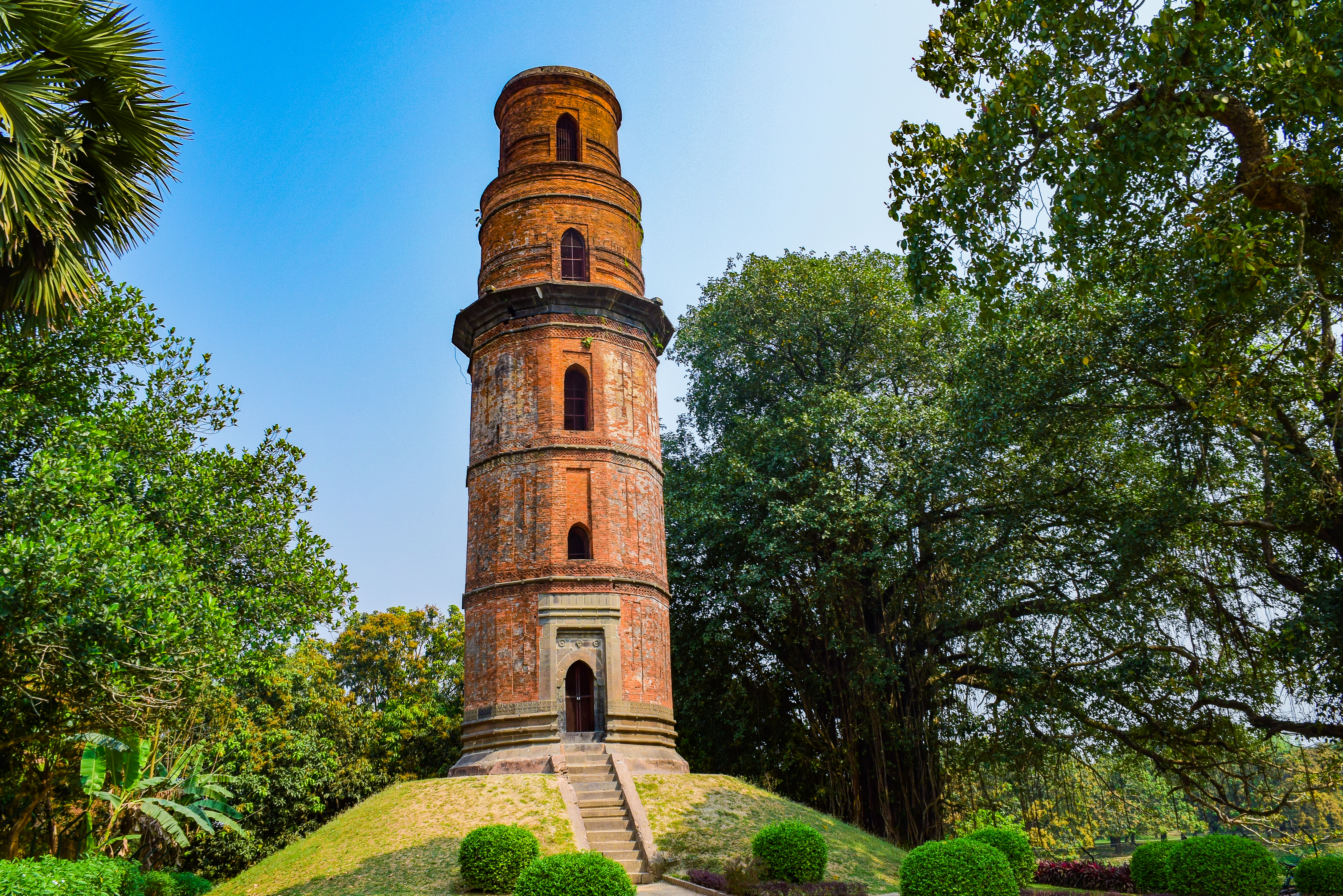
Le Firoz Minar à Gaur, qui forme avec la localité voisine de Pandua un site monumental et archéologique majeur du Bengale.
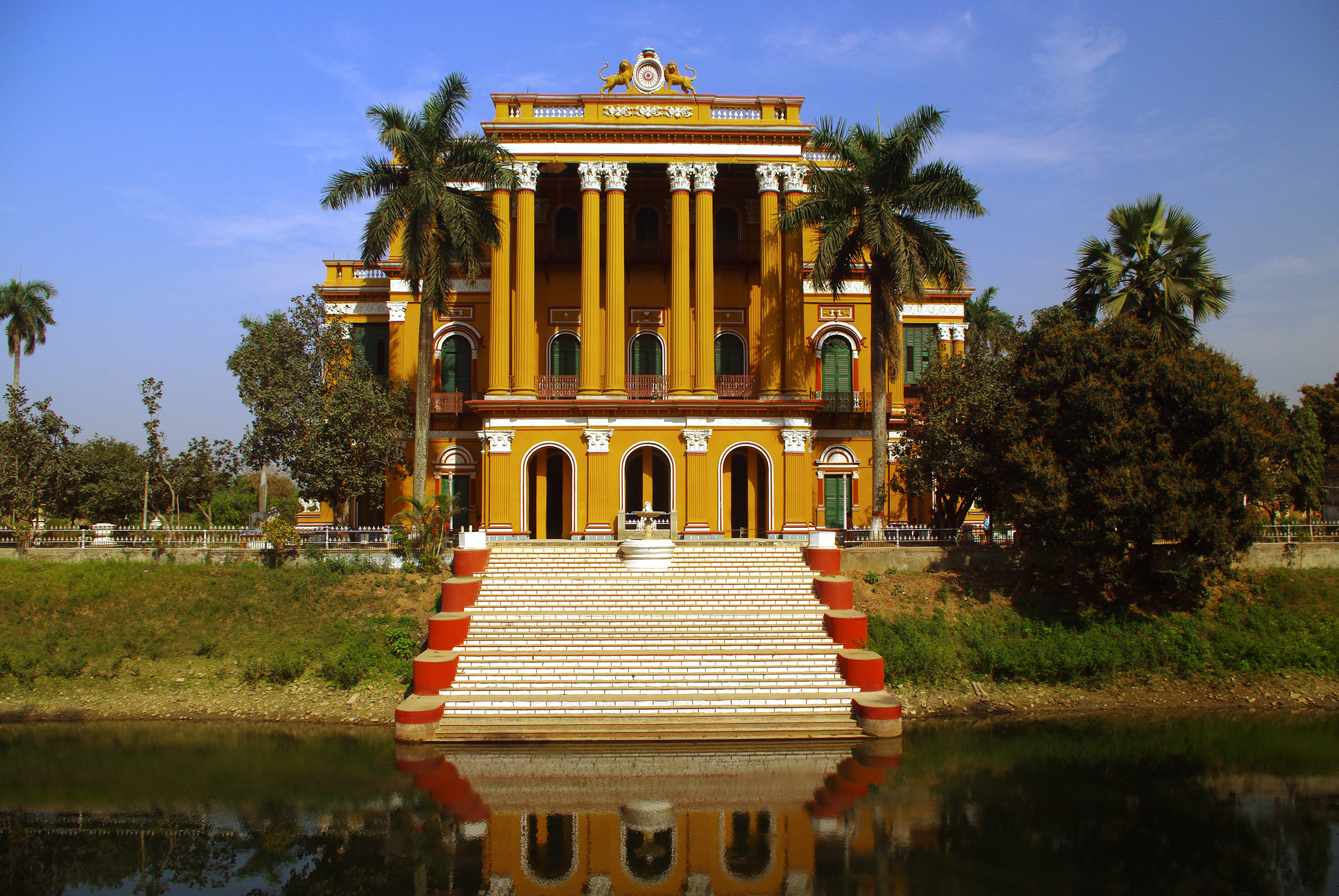
Le Palais Kathgola à Murshidabad, ancienne capitale du Bengale regorgeant de nombreux monuments vestiges de sa gloire passée.
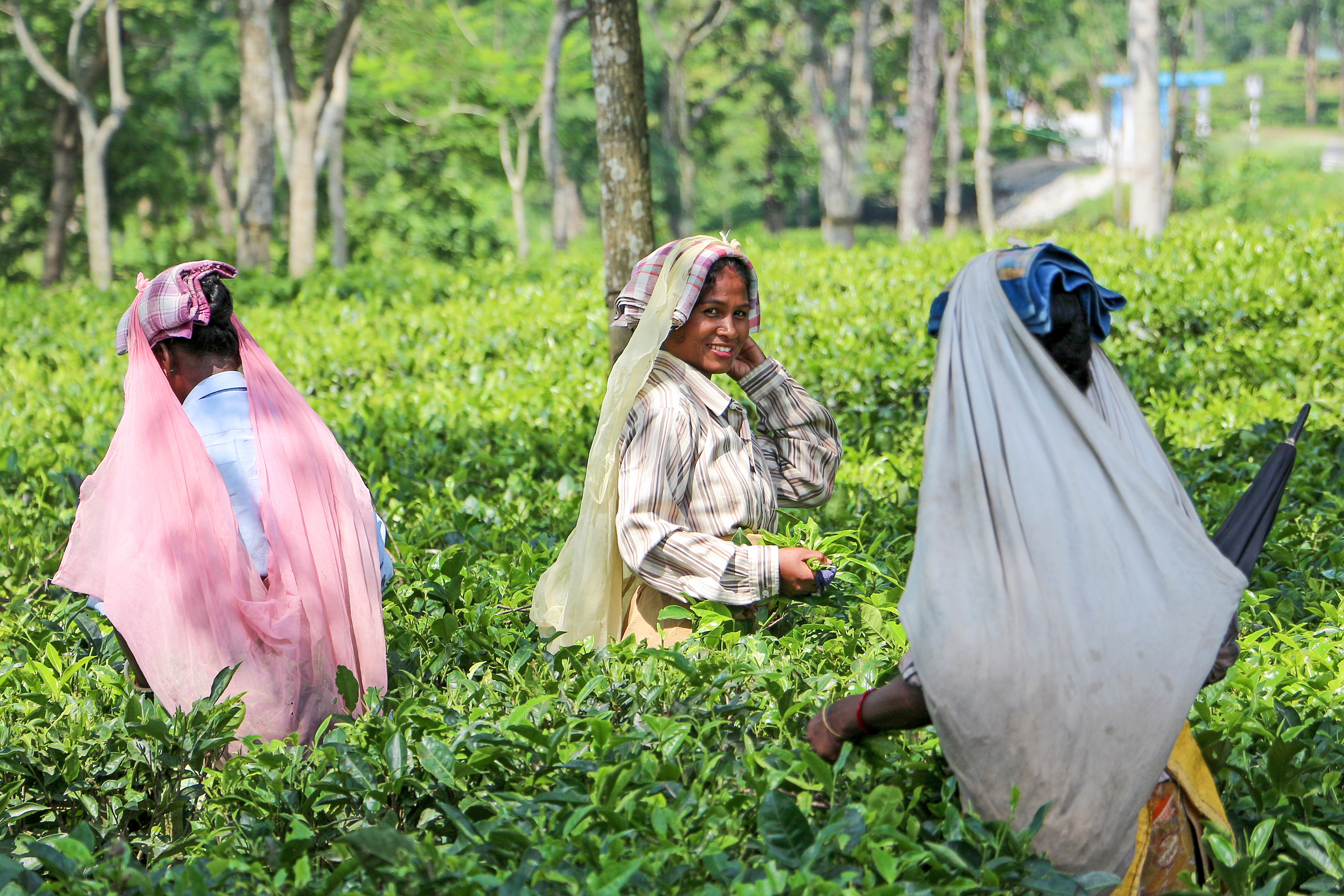
Femmes cueillant le thé dans une plantation des Dooars, une région du piémont himalayen, dans le district de Jalpaiguri.
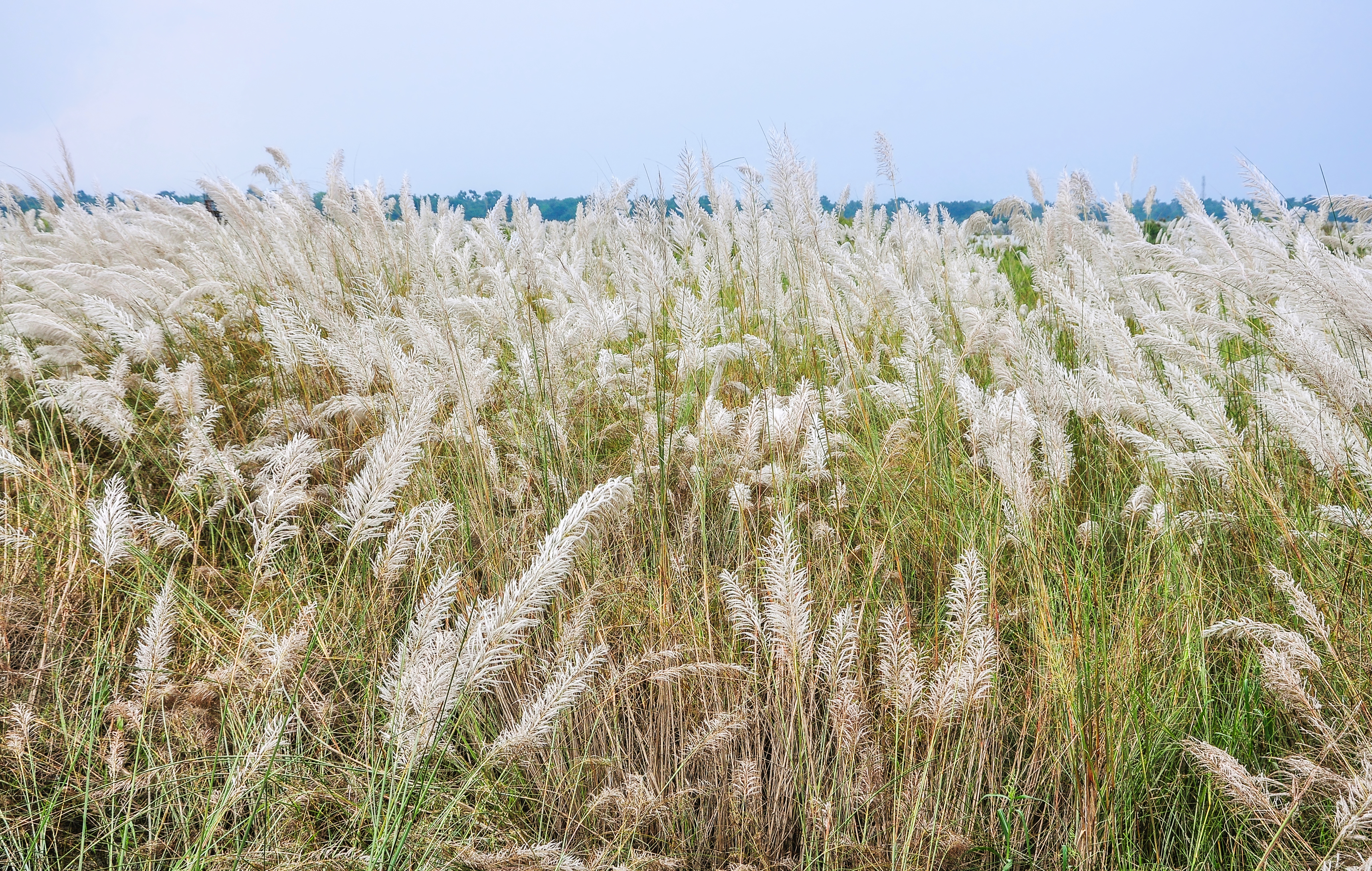
Une prairie de Saccharum spontaneum, ou canne à sucre sauvage, sur les rives d'un des bras du Gange. Le Bengale est une région de delta, le plus vaste au monde.
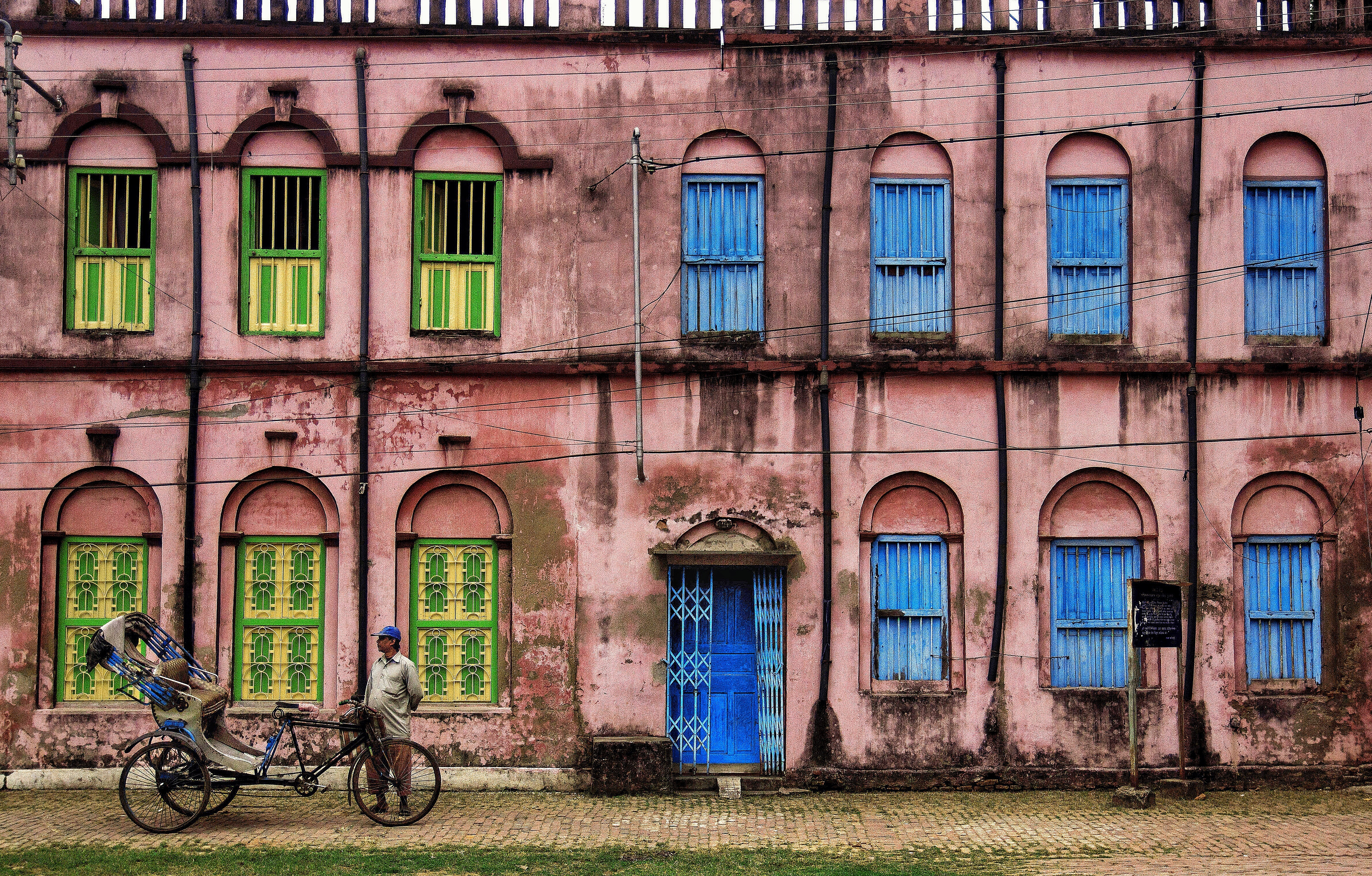
La Maison Bose et un rickshaw (pousse-pousse) dans le Vieux Serampore, un des nombreux comptoirs européens (ici danois) le long du défluant Hooghly.
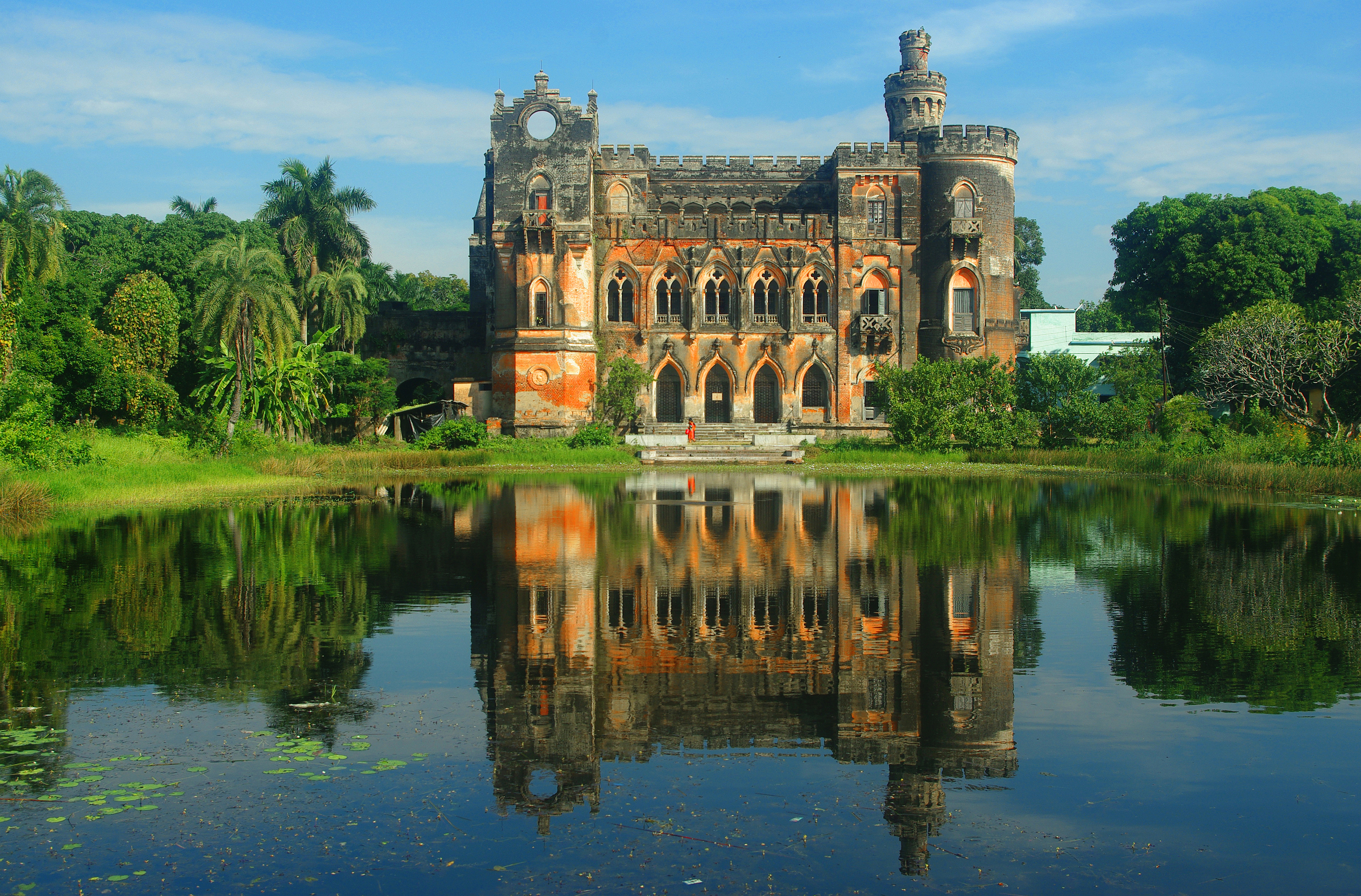
Le Gaine ou Gayen Castle à Dhanyakuria dans le district de North 24 Parganas. Le Bengale abonde en palais et maisons de maître en décrépitude ou abandonnés.
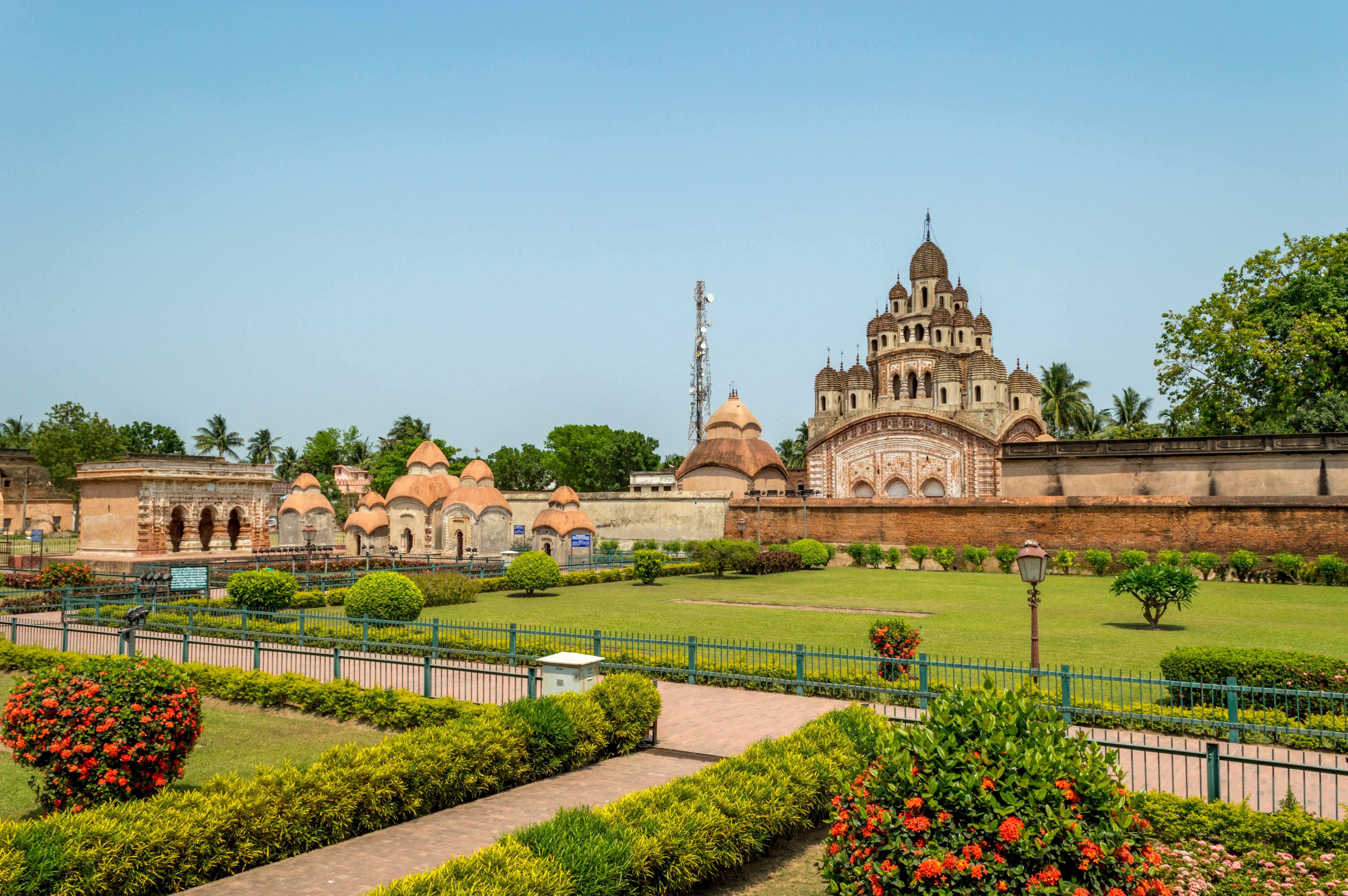
Des temples de Shiva et le temple de Krishna Chandraji, au sein du complexe palatial (rajbari) de Kalna, dans le district de Bardhaman.
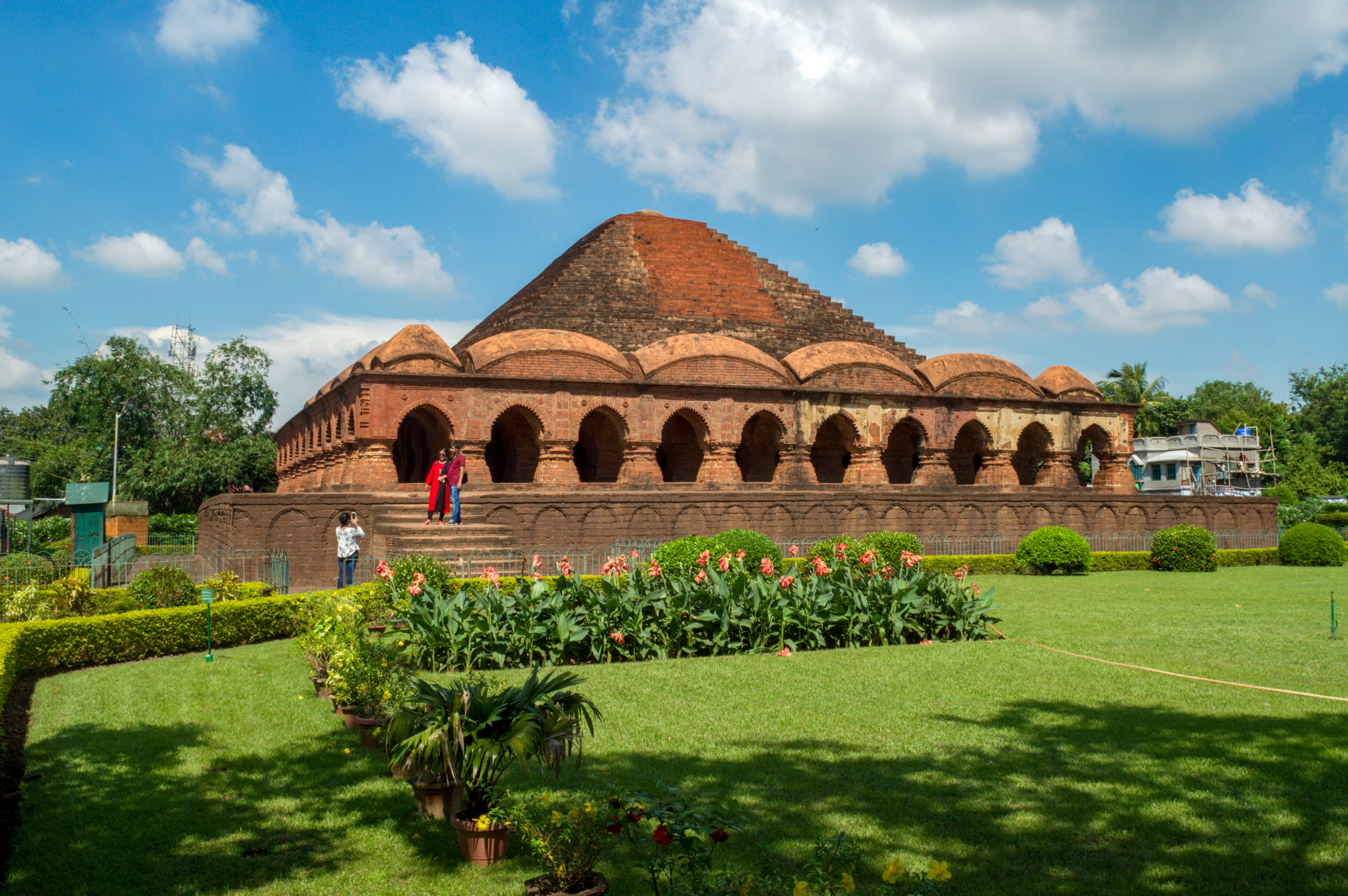
Le temple Rasmancha à Bishnupur, ancienne capitale d'un petit royaume, remarqué pour ses temples d'architecture bengalie.
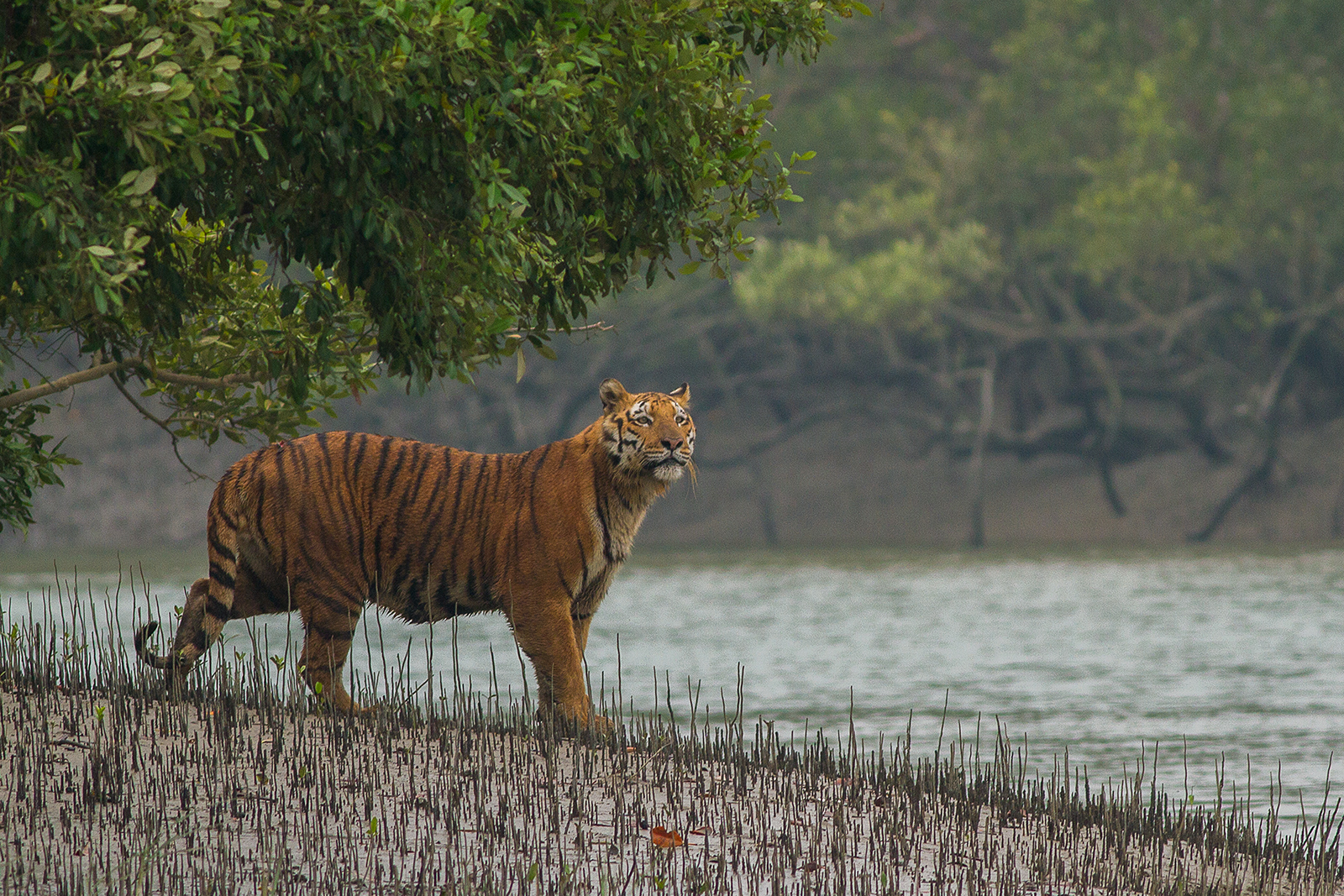
Un tigre du Bengale juvénile au Parc national des Sundarbans, la plus grande forêt de mangrove au monde, classé au patrimoine mondial.
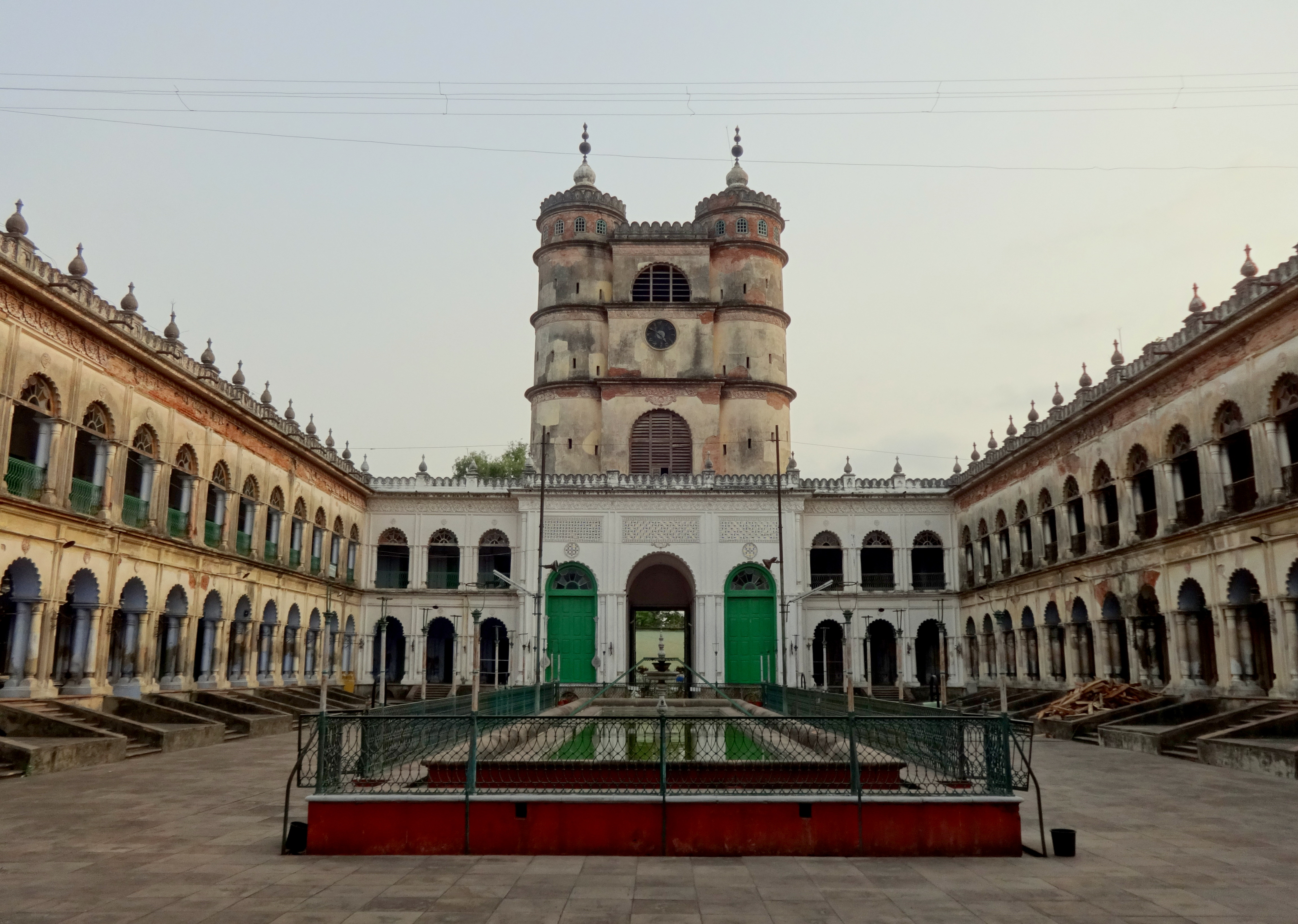
L'Imambara de Hooghly, un important lieu de culte chiite sur les rives de l'Hooghly, construit au XIXe siècle.
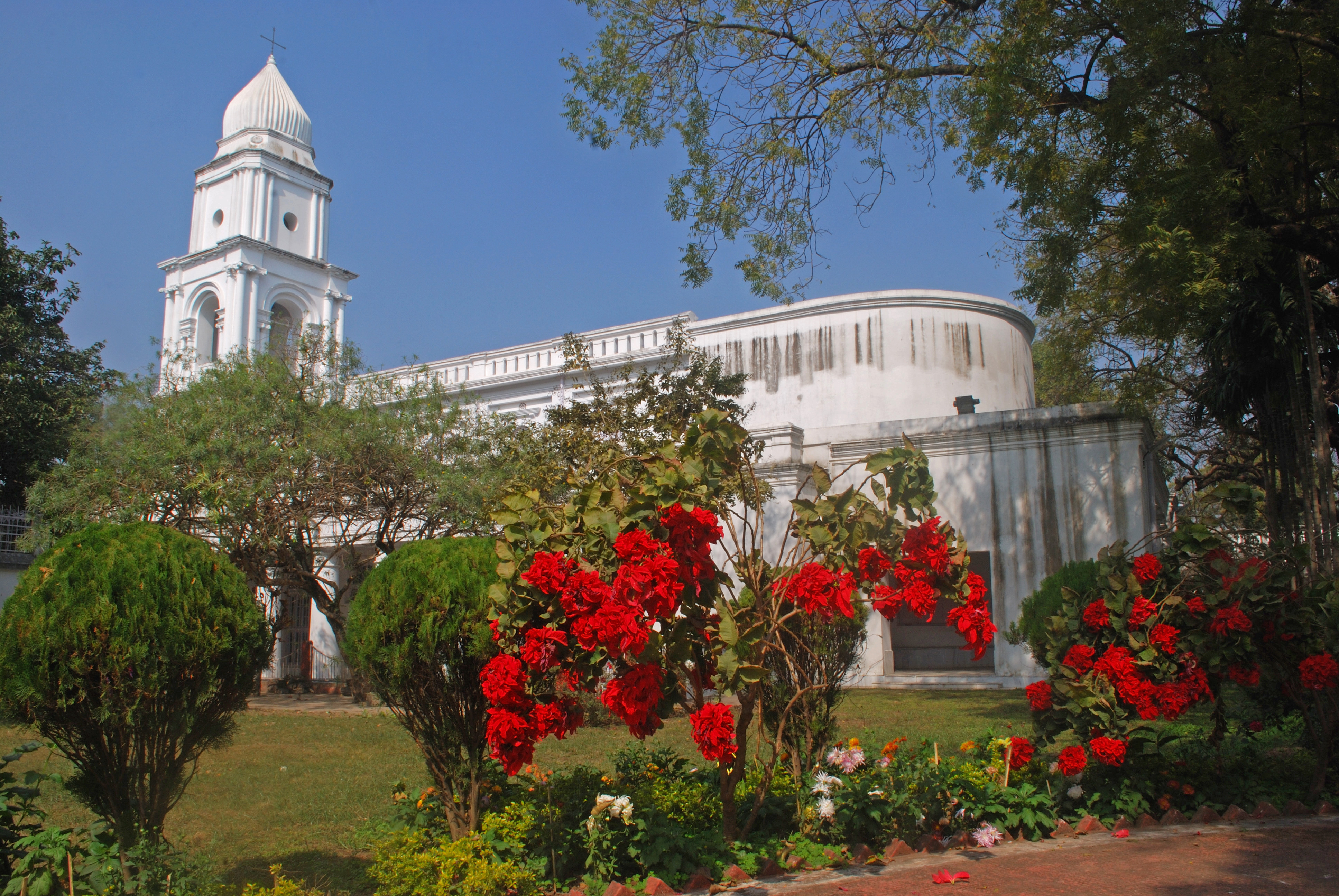
L'église arménienne de Saint-Jean le Baptiste à Chinsurah. Une communauté arménienne considérable était présente au Bengale.
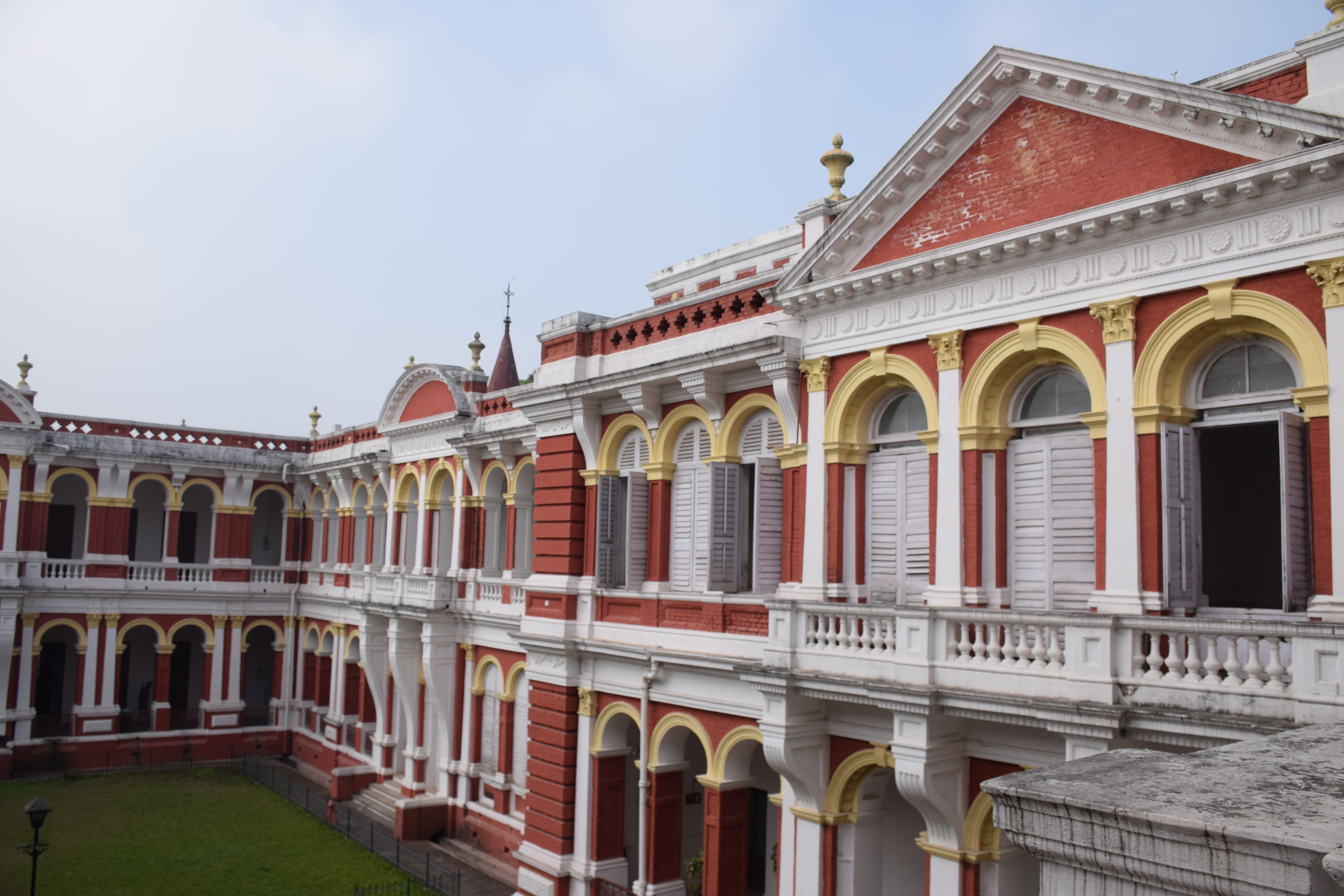
Le Palais de Cooch-Behar, dans l'ancien royaume puis principauté du même nom, au nord du Bengale. Une région d'influence assamaise.
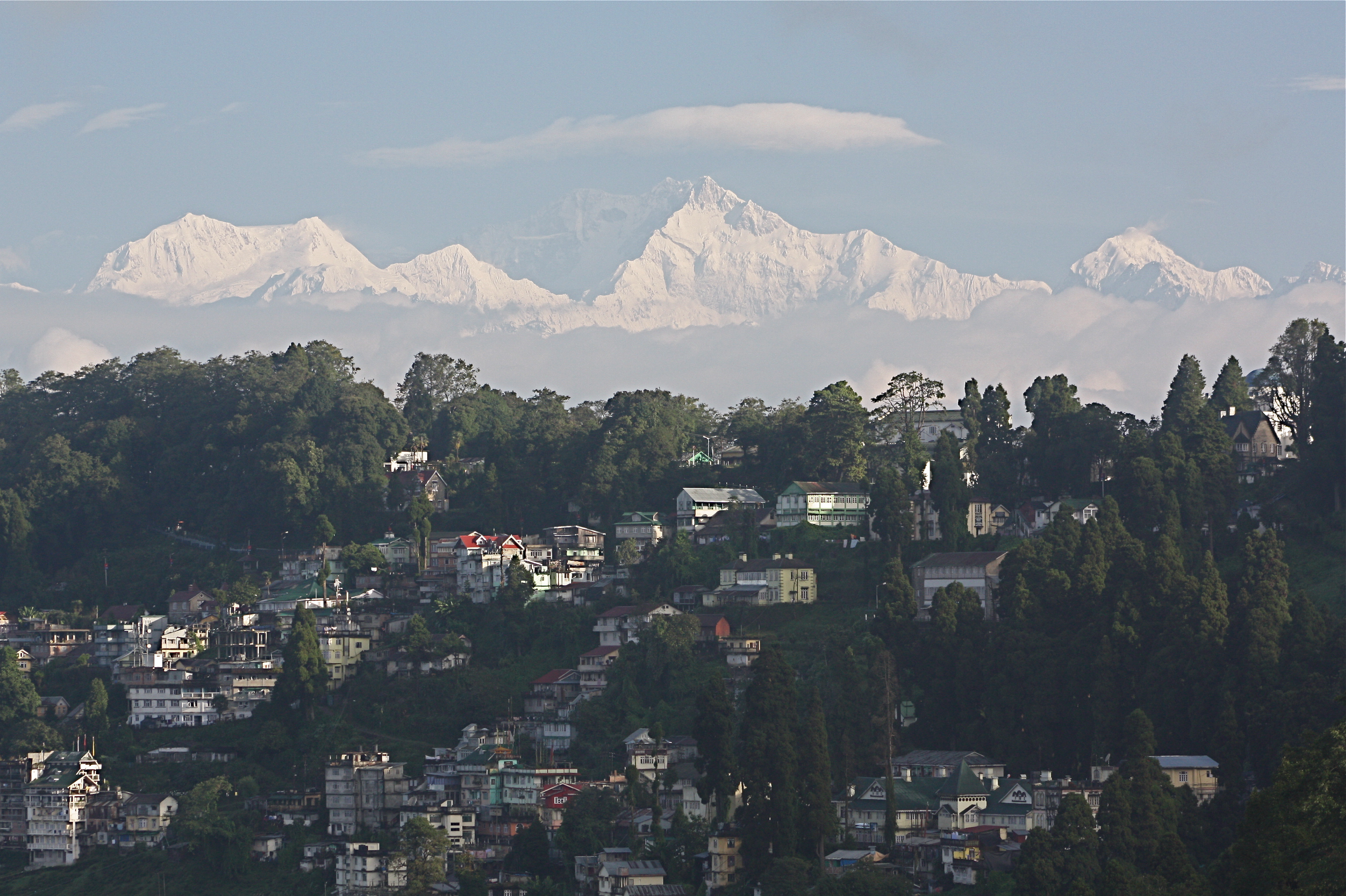
Vue sur Darjeeling, en arrière-plan le mont Kangchenjunga, troisième plus haute montagne de la planète.
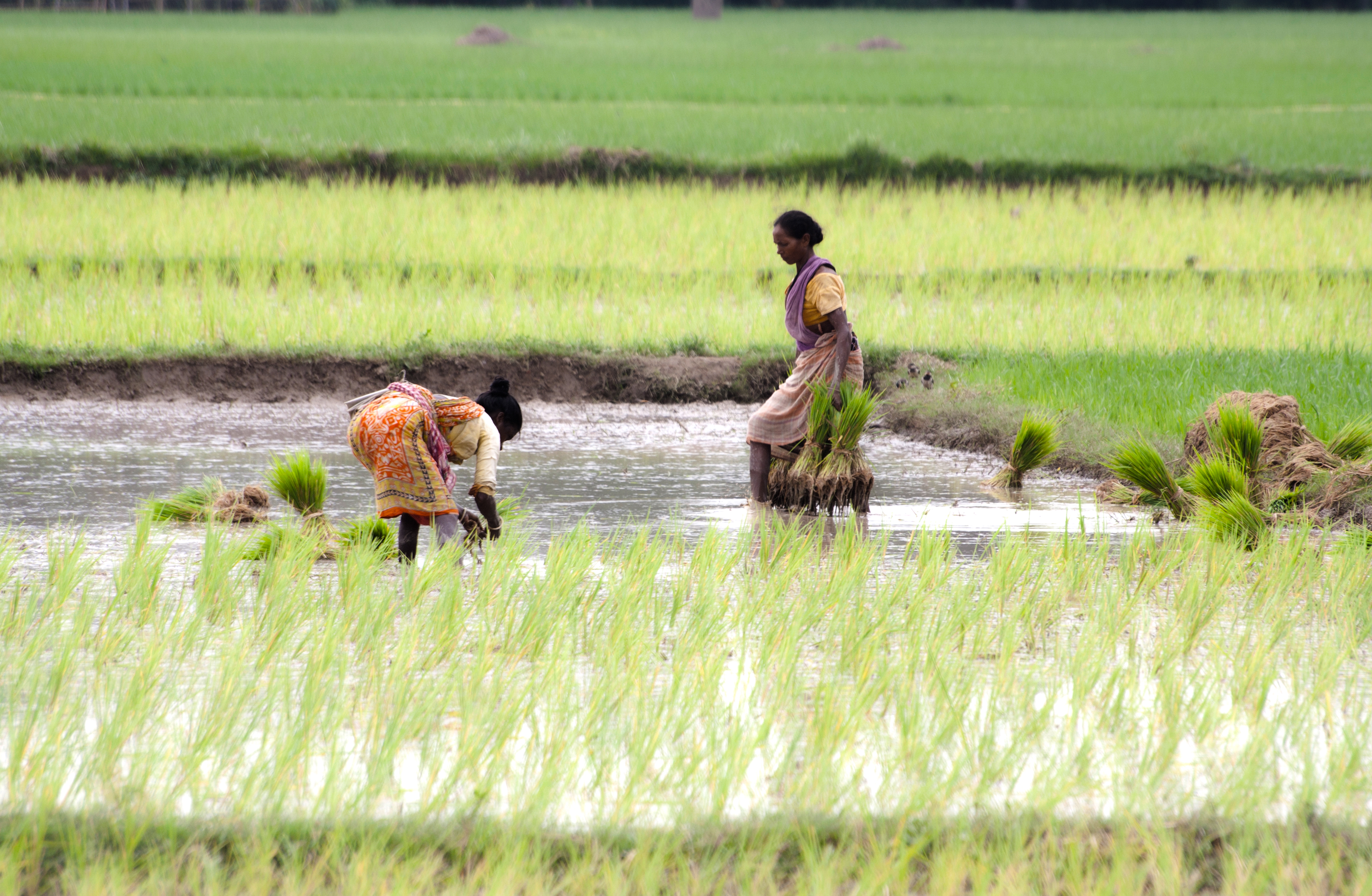
Repiquage du riz dans les rizières d'un village du Bengale Occidental, situé sur la NH 19.
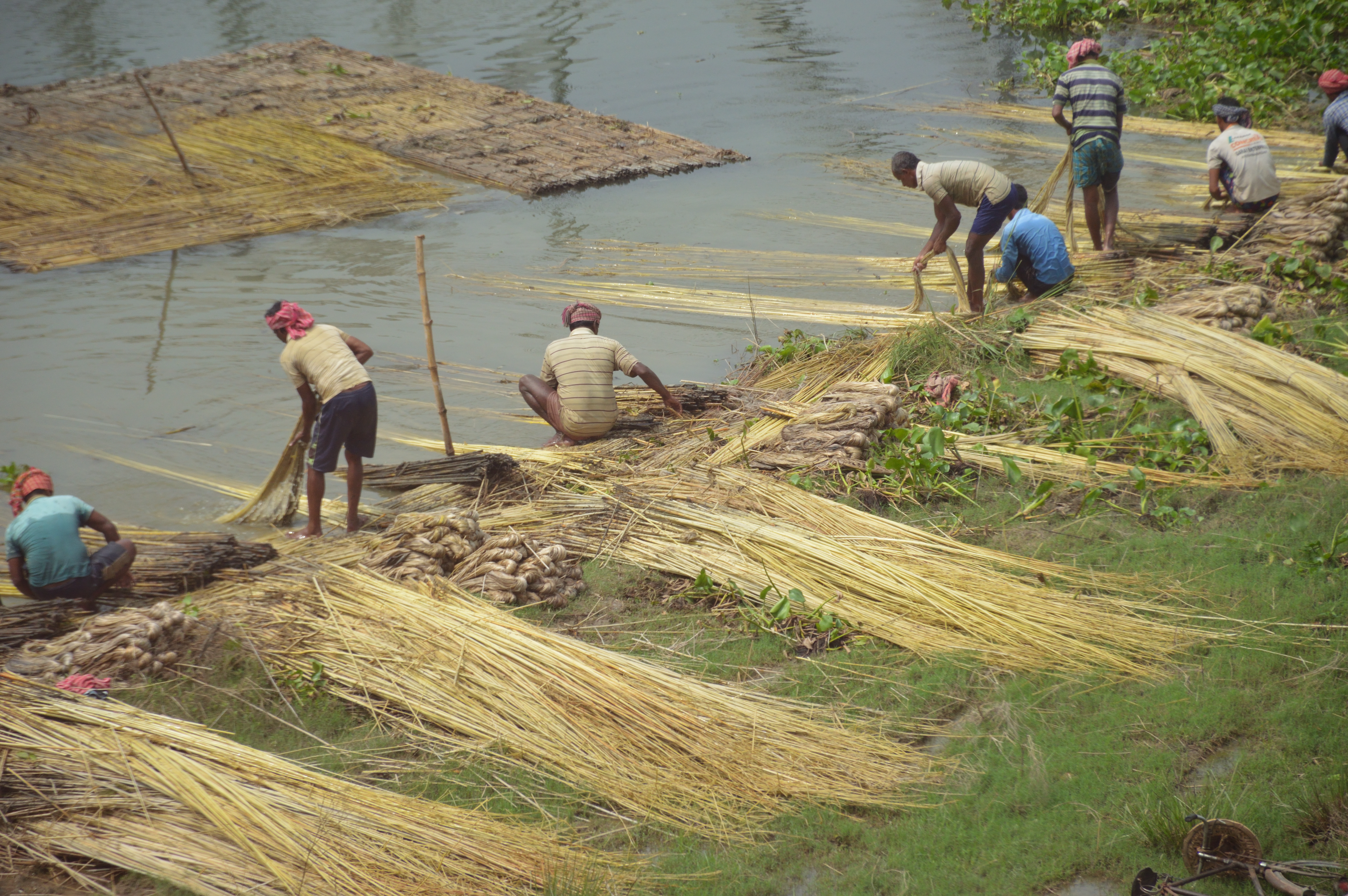
Extraction de la fibre de jute sur les bords de la rivière Jalangi, dans le district de Nadia.
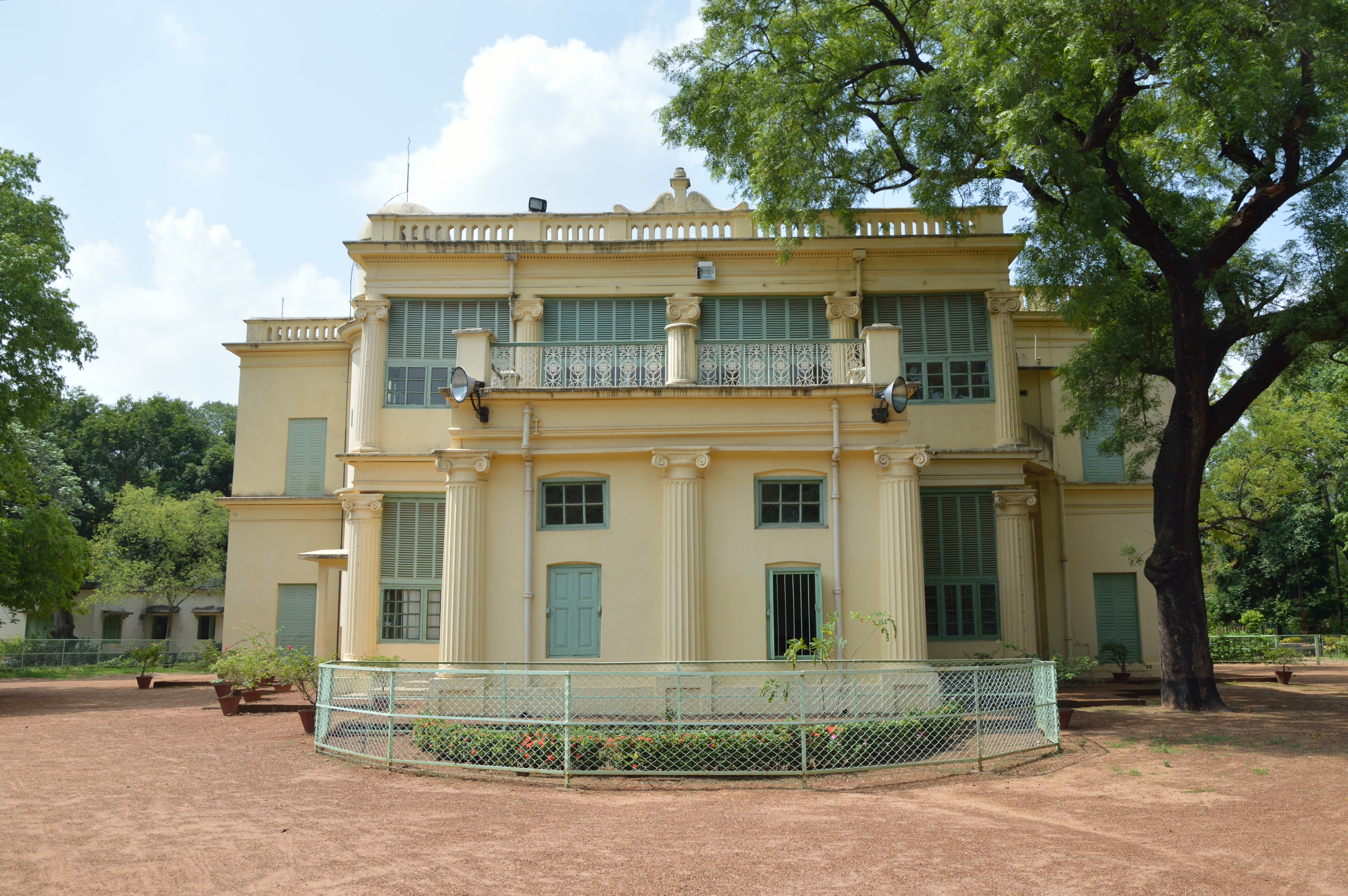
Le bâtiment Griha à Santiniketan, une université dont le campus historique est classé au patrimoine mondial.
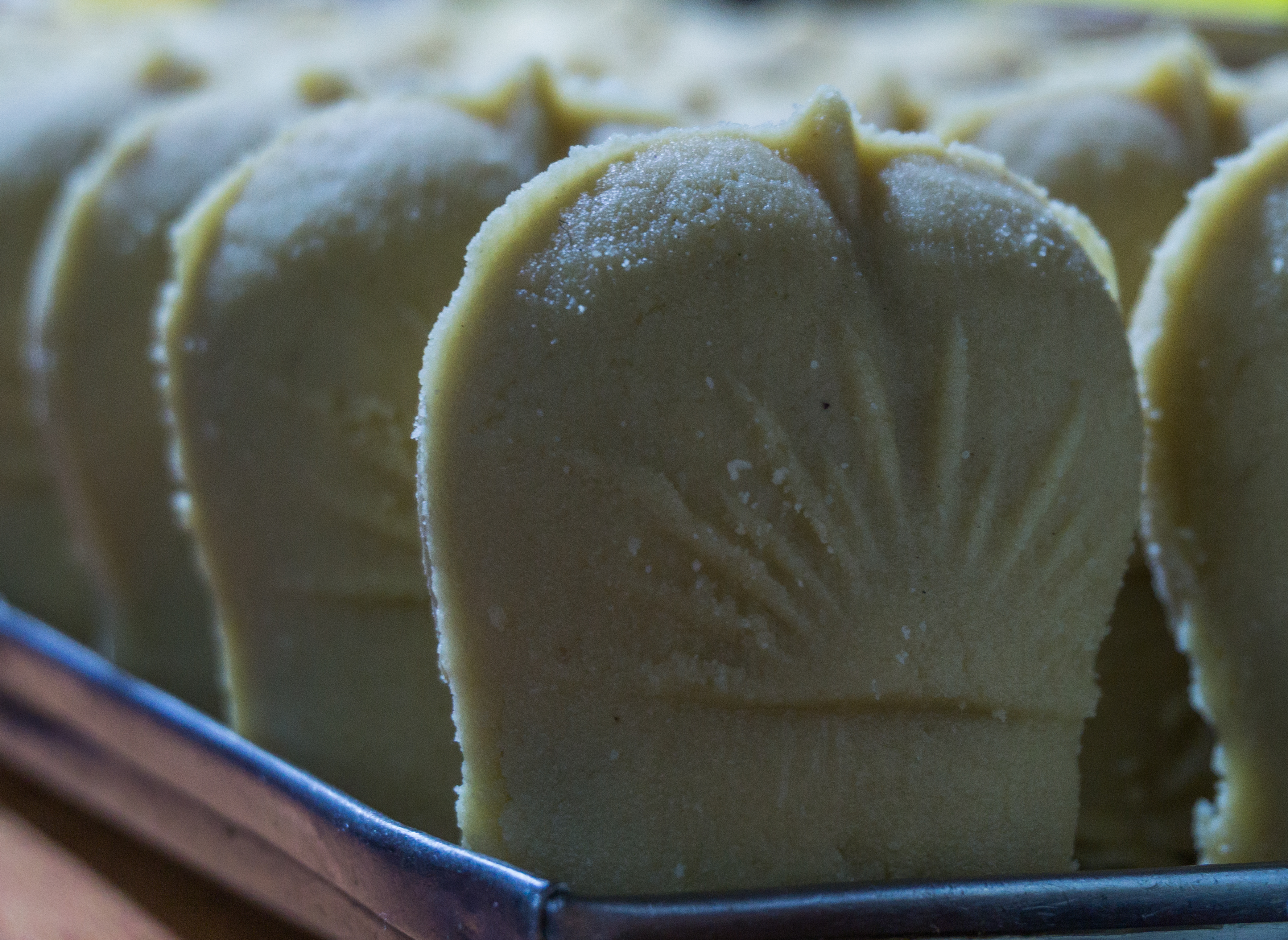
Des Jolbhora Sondesh à Chandernagor, ancien comptoir français. Le Bengale est réputé en Inde pour sa pâtisserie.